# Arbonne
Vous lisez un « bon article » labellisé en 2014.
Pour les articles homonymes, voir Arbonne.
Arbonne (en basque : Arbona) est une commune française, située à l’extrême ouest du département des Pyrénées-Atlantiques en région Nouvelle-Aquitaine, à moins de cinq kilomètres de la côte atlantique. Limitrophe de Bidart et de Biarritz, bénéficiant de leurs infrastructures, elle voit alors que sa population a doublé en 30 ans, pendant les premières années du XXIe siècle son rôle de ville-dortoir rurbaine s’accentuer. Cette dimension est prise en compte par le dernier plan local d’urbanisme qui cherche à redynamiser le centre-bourg, tout en protégeant le secteur agricole qui fut l’activité économique dominante pendant des siècles.
Son histoire, encore peu connue pour la Préhistoire et l’Antiquité, commence réellement au XIIe siècle par une association aux maisons régnantes de Saint-Pée-sur-Nivelle, qui va se perpétuer durant le Moyen Âge et jusqu’à la Révolution. Baptisée Constante en 1794, dans une commune la réunissant à Arcangues et Bassussarry, elle reprend son indépendance peu après, puis subit les pillages des guerres du début du XIXe siècle.
Elle possède un patrimoine original, qui outre le triptyque église - fronton - mairie, s’appuie sur deux vecteurs basques traditionnels, la benoîterie et un art funéraire qui fera école dans le bas-Adour du XVIe siècle jusqu’au XIXe siècle.

## Géographie

### Localisation
En termes de géographie politique, Arbonne est une commune de l’ancienne province basque du Labourd. Elle fait partie de l'aire d'attraction de Bayonne, relevant également de l’unité urbaine de cette commune.
Arbonne est située au sud-ouest du territoire français, à l’extrême ouest du département des Pyrénées-Atlantiques et à moins de 20 km de la frontière entre l'Espagne et la France. 
Elle est frontalière de deux villes côtières ayant une façade sur le golfe de Gascogne, Biarritz et Bidart, mais montre malgré cette proximité un profil résolument rural, proche qu’elle est de deux autres villages de l’intérieur, Arcangues et Ahetze. En revanche, il n’y a pas de point de contact entre les territoires de Saint-Pée-sur-Nivelle et d’Arbonne ; il s’en faut de quelques dizaines de mètres, au sud-est de la commune.
| Bidart | Biarritz |           |
|        | Arbonne. | Arcangues |
| Ahetze |          |           |

### Géologie et relief
Le relief du territoire communal est constitué de plaines et de coteaux, bordé de vallées peu encaissées. La couverture géologique présente un faciès de flysch indifférencié, strates de grès surmontées d'une strate de schistes argileux, sur une grande partie du territoire. Cette configuration entraîne une sensibilité à l'érosion par ruissellement pluvial, une faible perméabilité ainsi qu’une instabilité liée à de potentiels glissements de terrain et des mouvements des argiles par gonflement ou par retrait. Une veine de calcaire dit d'Ablaintz — du nom d'un lieu-dit de la commune voisine d'Arcangues — traverse le territoire de la commune d'est en ouest en son mitan, sur une largeur de 500 mètres. Le sous-sol du nord de l'aire considérée se caractérise par la présence de sables et d'argile. Ailleurs, le sous-sol est principalement constitué de calcaire de Bidache, hors la veine mentionnée ci-dessus.
La superficie de la commune est de 1 059 hectares ; son altitude varie entre 5 et 94 mètres.

### Hydrographie

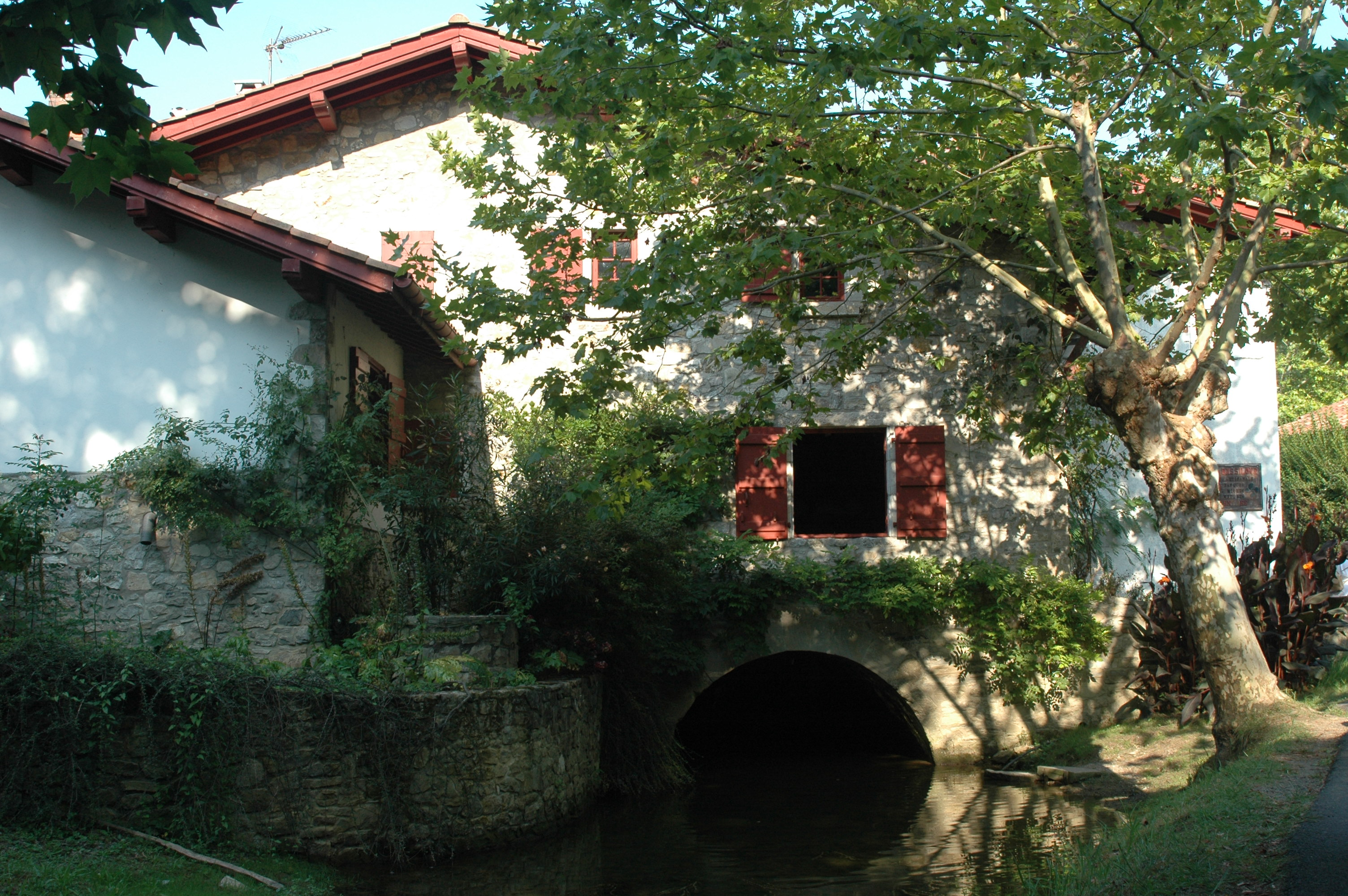
Le moulin de Bassilour à Bidart, sur l'Uhabia, à quelques mètres de la frontière avec Arbonne.

Le réseau hydrographique qui couvre le territoire communal est très ramifié, avec des cours d'eau au creux des talwegs, et quelques exsurgences à proximité des lignes de crête.
Les terres de la commune sont arrosées par l'Uhabia, petit fleuve côtier de 15,4 km qui prend sa source à Goizbide dans les landes surplombant Ustaritz et Saint-Pée-sur-Nivelle et qui se jette dans l'océan à Bidart, ainsi que par des affluents de celui-ci, l'Alhorgako erreka, le Barrandiko erreka (et son tributaire, le Pemartiko erreka), et le ruisseau d'Argelous.
Le ruisseau de Pemartin, ou Pemartiko erreka, traverse également la commune,.

### Climat
Pour des articles plus généraux, voir Climat de la Nouvelle-Aquitaine et Climat des Pyrénées-Atlantiques.
Historiquement, la commune est exposée à un micro climat océanique basque.  
En 2020, Météo-France publie une typologie des climats de la France métropolitaine dans laquelle la commune est exposée à un climat de montagne et est dans la région climatique Pyrénées atlantiques, caractérisée par une pluviométrie élevée (>1 200 mm/an) en toutes saisons, des hivers très doux (7,5 °C en plaine) et des vents faibles.
Pour la période 1971-2000, la température annuelle moyenne est de 13,9 °C, avec une amplitude thermique annuelle de 12,5 °C. Le cumul annuel moyen de précipitations est de 1 374 mm, avec 12,9 jours de précipitations en janvier et 8,2 jours en juillet. Pour la période 1991-2020, la température moyenne annuelle observée sur la station météorologique la plus proche, située sur la commune d'Anglet à 6 km à vol d'oiseau, est de 14,5 °C et le cumul annuel moyen de précipitations est de 1 473,6 mm,. Pour l'avenir, les paramètres climatiques de la commune estimés pour 2050 selon différents scénarios d’émission de gaz à effet de serre sont consultables sur un site dédié publié par Météo-France en novembre 2022.

## Urbanisme

### Typologie
Au 1er janvier 2025, Arbonne est catégorisée ceinture urbaine, selon la nouvelle grille communale de densité à sept niveaux définie par l'Insee en 2022.
Elle appartient à l'unité urbaine de Bayonne (partie française), une agglomération internationale regroupant 28  communes, dont elle est une commune de la banlieue,,. Par ailleurs la commune fait partie de l'aire d'attraction de Bayonne (partie française), dont elle est une commune de la couronne,. Cette aire, qui regroupe 56 communes, est catégorisée dans les aires de 200 000 à moins de 700 000 habitants,.

### Occupation des sols

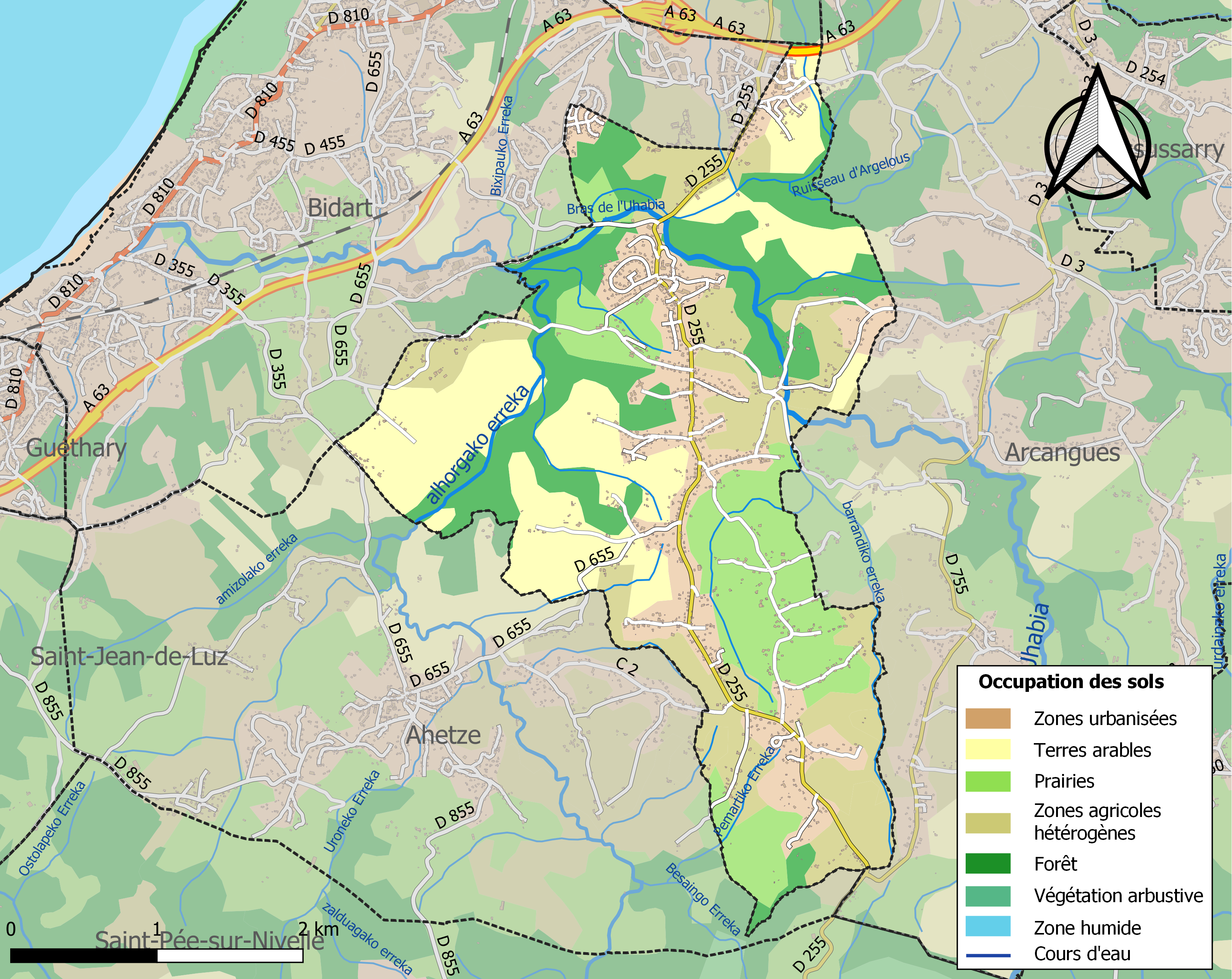
Carte des infrastructures et de l'occupation des sols de la commune en 2018 (CLC).

L'occupation des sols de la commune, telle qu'elle ressort de la base de données européenne d’occupation biophysique des sols Corine Land Cover (CLC), est marquée par l'importance des territoires agricoles (62,2 % en 2018), en diminution par rapport à 1990 (69 %). La répartition détaillée en 2018 est la suivante : 
terres arables (23 %), zones agricoles hétérogènes (21,3 %), forêts (20,2 %), prairies (17,8 %), zones urbanisées (16,5 %), zones industrielles ou commerciales et réseaux de communication (1,1 %). L'évolution de l’occupation des sols de la commune et de ses infrastructures peut être observée sur les différentes représentations cartographiques du territoire : la carte de Cassini (XVIIIe siècle), la carte d'état-major (1820-1866) et les cartes ou photos aériennes de l'IGN pour la période actuelle (1950 à aujourd'hui).

### Morphologie urbaine
Le bourg s’est formé autour du triptyque traditionnel basque église-fronton-mairie, qui s’est développé le long de l'actuelle D255. Il appartient à la zone rurbaine, à la fois rural et se tournant à marche forcée vers l’urbanisation de la zone côtière.
La majorité de la population se concentre, en dehors du bourg lui-même, en quelques quartiers tels Diharcenia, Hourmalague, et le Hameau d'Arbonne. Plus de 30 lieux-dits sont identifiés sur les cartes IGN, de l’ancienne maison infançonne Perukain et son moulin, au hameau Menta. D’un statut de bourg résidentiel qui, dès le milieu du XIXe siècle abrita de magnifiques propriétés, Arbonne est devenue une cité-dortoir, voyant la grande majorité de sa population active travailler sur la côte toute proche.

### Logement
Alors que de 1990 à 2000, les constructions s'effectuaient au rythme modéré de 9 à 10 logements par an, la diversification vers le collectif a généré une forte croissance, d'en moyenne 42 logements par an durant la période s'étendant de 2001 à 2007, avec un pic de 69 logements en 2003. La crise économique jouant à plein à partir de 2008, le rythme est revenu proche de celui constaté avant 2000, avec 13 logements annuels en moyenne de 2008 à 2011. L’Insee confirme la frénésie constatée au début du siècle ; en 2009, le nombre total de logements dans la commune était de 847, alors qu'il était de 586 en 1999.
Parmi les logements étudiés par l’Insee en 2009, 84,3 % étaient des résidences principales, 13,3 % des résidences secondaires et 2,4 % des logements vacants. Ces logements étaient pour 84,2 % d'entre eux des maisons individuelles et pour 15,2 % des appartements. La proportion des résidences principales, propriétés de leurs occupants était de 80,1 %, en légère baisse par rapport à 1999 (81,6 %). La part de logements HLM loués vides était de 3,8 % contre 0,0 %, leur nombre étant en forte augmentation, 27 contre 0.
Le style architectural est celui du Labourd, avec des fermes dont l’entrée est orientée à l’est, alors que leur façade ouest n’est percée que de petites fenêtres pour la protéger des pluies maritimes, et avec des maisons de bourg traditionnelles aux murs blancs appareillés de pans de bois apparents, peints le plus souvent en rouge brun ou en vert,.

### Projets d'aménagement
Le plan local d'urbanisme (PLU) de la commune, élaboré depuis décembre 2010, a été approuvé lors de la réunion du conseil municipal du 25 juin 2013. Il s'appuie sur un schéma de cohérence territoriale datant de 2006, au sein de l'agglomération Sud Pays basque, et un programme local de l'habitat de 2009, prévoyant de respecter les proportions de 15 % de logements locatifs sociaux et 20 % de logements en accession sociale,. Les perspectives de développement auxquelles le PLU doit répondre se réfèrent à la population constatée en 2011, soit environ 2 000 habitants et à la croissance démographique annuelle moyenne enregistrée de 1999 à 2011 qui s'est élevée à environ 50 habitants par an. L'extrapolation de cette croissance sur la période 2012 - 2022 conduit à considérer de 500 à 600 habitants supplémentaires et engendre un besoin en logements annuels de 17 à 20 sur la période considérée, en considérant le ratio de trois habitants par logement.
Arbonne a entrepris depuis 2009 l’aménagement de deux lotissements communaux (Mestelenea en 2009 et Hurmalaga en 2011) couvrant une superficie de 7 000 m2. Un troisième investissement est envisagé au lieu-dit Etcheta, d'une surface totale de près de 6 800 m2. Ces projets s’inscrivent dans un objectif social permettant l’accession à la propriété des jeunes Arbonnars.

### Voies de communication et transport

#### Infrastructure routière
L'autoroute A63 (section Landes - Biriatou), dessert Arbonne à partir du péage de La Négresse, quartier de Biarritz qui amène directement à la localité.
La commune est également desservie par la route départementale D 255, qui mène de Biarritz à Saint-Pée-sur-Nivelle. La D 655, partant de la D 255, amène au centre d’Ahetze après 4,5 km de route sinueuse.

#### Transport en commun routier
Le réseau interurbain des Pyrénées-Atlantiques desservait Arbonne, où étaient implantés plusieurs arrêts de la ligne 880 exploitée par la société de transports en commun Le Basque bondissant. Au 6 novembre 2014, le réseau Transports 64, successeur de celui-ci, ne dessert pas la commune. Celle-ci, depuis son entrée dans l'agglomération Sud Pays basque, relève de cette dernière en ce qui concerne l'organisation des transports urbains, mais n'est desservie que depuis septembre 2016 avec la ligne 23 du réseau Hegobus, devenu depuis le réseau Txik Txak.

#### Auto-stop
L'agglomération Sud Pays basque a commencé la mise en place, à partir de fin 2013, d'un réseau d'auto-stop organisé, dit « covoiturage instantané », sur plusieurs de ses communes, dont Arbonne. Quatre points-stops ont donc été aménagés sur le territoire de la commune.

#### Transport ferroviaire

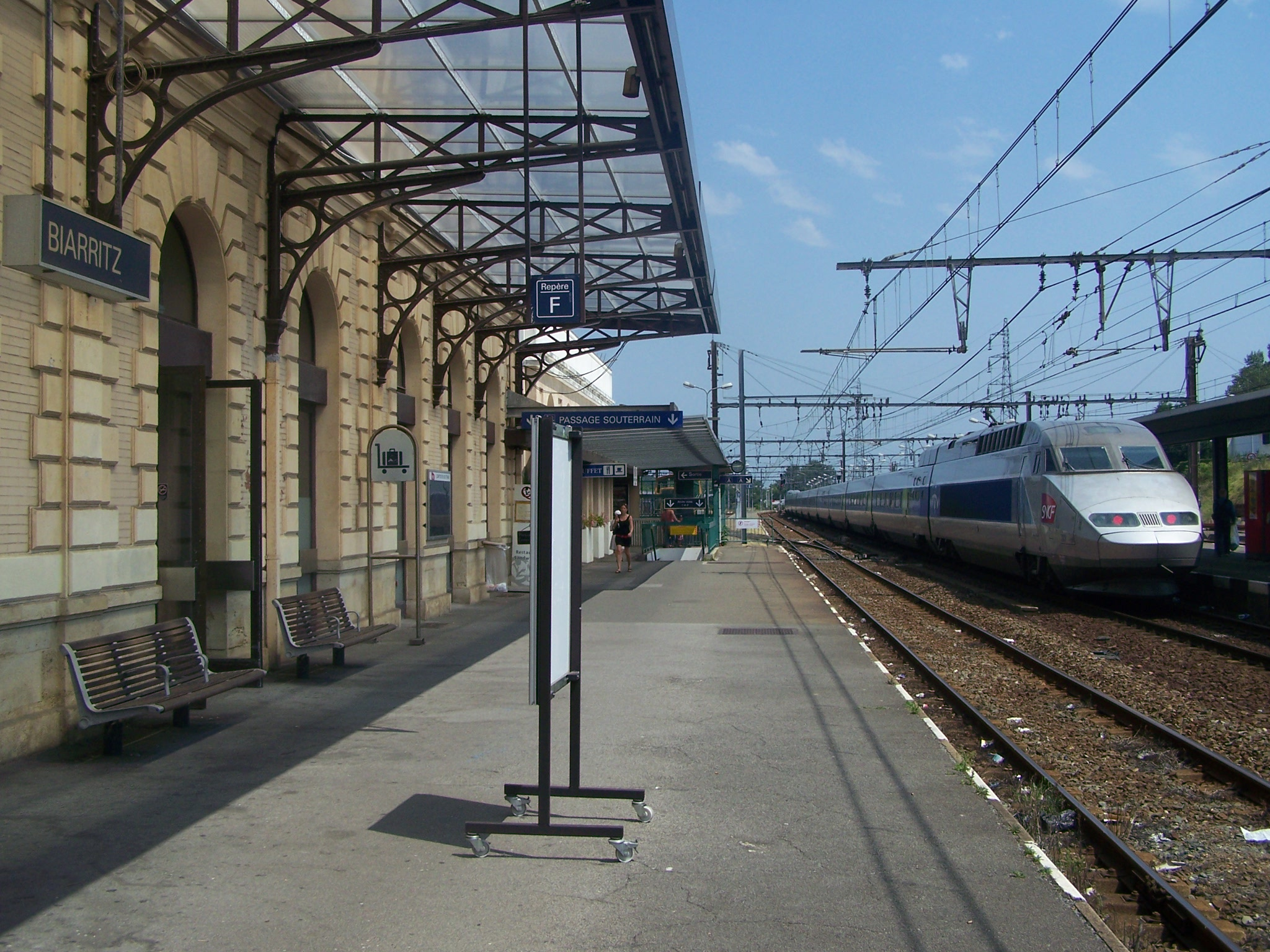
TGV dans la gare de Biarritz.

La gare la plus proche est celle de Biarritz, dans le quartier de La Négresse ; elle est desservie par le TGV sur la ligne de Bordeaux-Saint-Jean à Irun entre les gares ouvertes de Bayonne et de Guéthary.

#### Transport aérien
Arbonne, voisine immédiate de Biarritz, profite de la desserte assurée par l'aéroport de Biarritz-Bayonne-Anglet (code IATA : BIQ • code OACI : LFBZ), qui se situe à 6 km du centre du bourg.
Le syndicat mixte pour l'aménagement et l'exploitation de l'aérodrome de Biarritz-Bayonne-Anglet, qui comprend la chambre de commerce et d'industrie de Bayonne Pays basque, l'agglomération Côte Basque-Adour, les départements des Pyrénées-Atlantiques et des Landes ainsi que la commune de Saint-Jean-de-Luz, assure la gestion de l’aéroport.
Celui-ci a accueilli près de 1 100 000 passagers en 2013. Il assure de façon régulière des liaisons avec Paris-Orly, Paris-CDG, Lyon, Nice, Genève et Londres Stansted et a offert de mars à octobre 2014 des liaisons avec entre autres, Marseille, Strasbourg, Lille, Charleroi-Bruxelles-Sud, Dublin, Stockholm-Skavsta et Stockholm-Arlanda, Londres, Copenhague, Oslo et Helsinki.
Les compagnies desservant l’aéroport sont, au 1er novembre 2014, Air France, Etihad Regional, EasyJet, Finnair, Hop !, Ryanair, SAS, Twin Jet et Volotea.

### Risques naturels
L'arrêté préfectoral du 9 juillet 2003 a défini un plan de prévention du risque inondation pour les communes d'Arbonne et de Bidart, pour organiser la prévention contre les débordements de l'Uhabia. Pour Arbonne, il concerne la zone du moulin de Ziburia, ainsi que les habitations isolées et les terres agricoles à proximité du fleuve et de son tributaire principal, l'Alhorgako erreka.
L'arrêté du 15 mai 2008, portant reconnaissance de l'état de catastrophe naturelle, inclut Arbonne au titre de mouvements de terrain différentiels consécutifs à la sécheresse et à la réhydratation des sols de janvier 2005 à mars 2005. Il fait suite à des événements survenus du 1er juillet 2005 au 30 septembre 2005. Des inondations et coulées de boue ont également eu lieu en mai 2005, justifiant un arrêté de catastrophe naturelle en date du 12 juin 2007. Enfin, outre la tempête de novembre 1982, la commune a été affectée par des inondations et des chocs liés à l'action des vagues par deux fois au cours des dernières années, en décembre 1999 et en janvier 2009.
La localité est située dans une zone de sismicité modérée de niveau 3 sur une échelle de 1 à 5.

## Toponymie

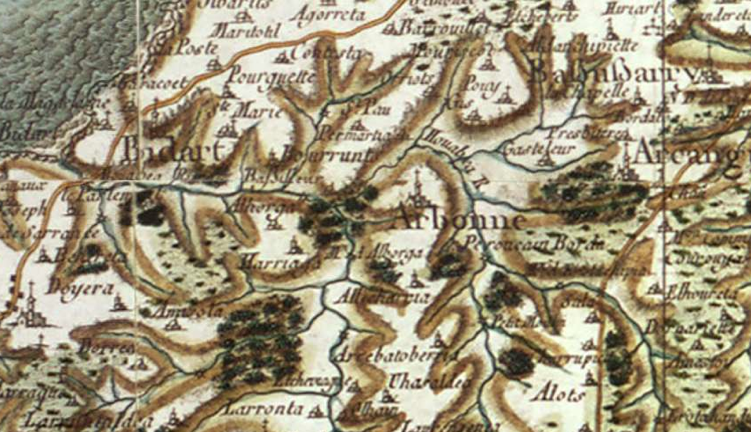
Arbonne sur la carte de Cassini.

Le Livre d’or de Bayonne ou cartulaire de Bayonne, ouvrage de l’abbé Jean Bidache publié en 1896, consiste en une sélection de textes sur une période qui s’étale du Xe siècle au XIVe siècle. On y relève de façon constante les deux formes, latine — latin liturgique — pour Narbona et gasconne — gascon officiel — pour Narbon(n)e. L’ouvrage mentionne à trois reprises la forme latine, l’une en 1186 dans un texte réglant la nomination des titulaires de cures (« Episcopus autem in reliquis quatuor, per se, Capellanos instituat, scilicet in Ecclesiis de Narbona, de Bearriz, de Pagasu, de Bassessarri ») ; une nouvelle fois, en 1188, précisant que le chapelain d’Arbonne percevrait les revenus de la paroisse (« super capellaniam vero de Narbona ») ; enfin en 1194 une bulle pontificale précise l’emprise territoriale du diocèse (« Ecclesiam de Narbona »). Les textes en gascon sont également explicites. Ainsi en 1256, un témoin J. de Narbone est mentionné ; en 1266 encore, parmi les occupants de logements versant le cens aux chanoines de Bayonne, on trouve Ne Grazide de Narbone et  N’Escarmonde de Narbone ; enfin un mémoire de 1349 signale le passage à Arbonne du vicomte de Sault, malade, « … e bingo lo vescomte a Narbonne… »).
Les archives de Bayonne, regroupées en deux recueils, l’un nommé Registres gascons, et l’autre Registres français, sont également des sources intéressantes. Dans les Registres gascons, il est fait mention en 1482 de Mossen de Narbonne, puis en 1516 des « … parropis de Narbonne, de Bidart det d’Arcangos… », et enfin en 1517 des « …parropians… de Narbone… ».
Il faut attendre 1584 pour trouver, dans les Registres français cette fois, la première mention du toponyme sans le « n » initial : « … au lieu et paroisse d’Arbone audict païs de Labourt… ». Cette graphie est proche de celle utilisée en basque, Arbona, langue qui est restée longtemps orale, ne laissant pas de trace écrite connue du vocable Arbona avant le XIXe siècle,.
La forme avec « n » initial reste encore utilisée au XVIIe siècle comme l'atteste un testament de 1624 : « Domeingx Daguerre, dame de la maison Saint-Pol … en la paroisse de Narbonne… ».
La loi du 4 mars 1790, qui détermina un nouveau paysage administratif de la France en créant des départements et des districts, décida de la naissance du département des Basses-Pyrénées en réunissant le Béarn, les terres gasconnes de Bayonne et de Bidache, et les trois provinces basques françaises. Pour ces dernières, trois districts furent créés : Mauléon, Saint-Palais et Ustaritz, qui remplaça le bailliage du Labourd. Le siège d'Ustaritz fut transféré presque immédiatement à Bayonne. Son Directoire incita un grand nombre de municipalités à adopter de nouveaux noms conformes à l'esprit de la Révolution. Ainsi Arbonne s'appela Constante du 25 janvier 1794 au 15 mars 1795, dans une commune comprenant également Arcangues et Bassussarry, Ustaritz devint Marat-sur-Nive, Itxassou Union, Saint-Étienne-de-Baïgorry Thermopyles, Saint-Palais Mont-Bidouze, Saint-Jean-Pied-de-Port Nive-Franche, Louhossoa Montagne-sur-Nive, Saint-Jean-de-Luz Chauvin-Dragon, Ainhoa Mendiarte et Souraïde Mendialde.
Pour ce qui est de l'étymologie du toponyme, Jean-Baptiste Orpustan reste très réservé, ne trouvant pas d'étymon satisfaisant, alors que Brigitte Jobbé-Duval propose une origine basque donnant « lieu des souches ».
Son nom basque actuel est Arbona et le gentilé est Arbonar,.
Alhorga est un hydronyme désignant le ruisseau Alhorgako erreka, un tributaire de l’Uhabia, en provenance de Saint-Pée-sur-Nivelle et d’Ahetze, qui est mentionné sous cette graphie en 1863 par le dictionnaire topographique Béarn-Pays basque.
Cet ouvrage mentionne également nombre de fermes, telles Animaleko Buztana (sous la graphie Anhimaleko Bousstanha en 1669, dans les collations du diocèse de Bayonne), Berrueta sous la forme Berhouetta, Le Pouy (qui apparaît en 1751 comme la chapelle de Pouy près Bayonne, et sous la forme Pouy en 1863) et Mestelan Beherea (Mestelan en 1760 dans les collations du diocèse de Bayonne, et Mesthelan en 1863) — Paul Raymond indique qu’une prébende de ce nom était présente dans l’église d’Arbonne. Harriague est également mentionné en 1863 par ce même dictionnaire, tout comme l’écart Hurmalague et le hameau Menta (1198 dans le Livre d'or de Bayonne, et sous la graphie Mente en 1523 dans le chapitre de Bayonne).
Perukain, hameau de la commune, est mentionné sous les graphies Perucam (XIIIe siècle, Livre d'or de Bayonne) et Pérucain (1863, dictionnaire topographique Béarn-Pays basque). La maison Perukain est connue dès le XIVe siècle comme maison infançonne, c'est-à-dire, au Pays basque, détenant certains privilèges de noblesse.

## Histoire

### Préhistoire
De même que des recherches menées dans des communes proches d’Arbonne ont révélé le passage ou la station de l’homme préhistorique — Anglet, Bayonne, Biarritz, Bidart ou bien Saint-Pierre-d'Irube —, des fouilles ont permis d’identifier une activité humaine au Paléolithique moyen et supérieur, qui ont conduit la direction régionale des affaires culturelles (DRAC) Aquitaine à publier un arrêté préfectoral de zonage archéologique en date du 28 décembre 2009.

### Antiquité

Carte de la Novempopulanie indiquant la position du territoire des Tarbelles au nord-ouest des Pyrénées.

Les Tarbelles (Tarbelli en latin), peuple aquitain (proto-basque) dont le territoire était centré sur Aquae Tarbellicae (Dax) tout en s’étendant au Labourd et à la Basse-Navarre, ont occupé sous l’occupation romaine la zone où se trouve aujourd’hui Arbonne,.
Dès le début du Ier millénaire Arbonne se trouvait, selon l'Itinéraire d'Antonin, sur la voie romaine secondaire, dite du bord de mer, reliant Oiasso (Irun) à Guéthary, puis Lapurdum (Bayonne).

### Moyen Âge
Les plus anciens seigneurs d’Arbonne dont le nom nous soit parvenu proviennent de la famille de Sault, vicomtes du Labourd.
Pierre-Arnaud (noté Per-Arnaut) de Sault devient seigneur d’Arbonne en 1190, par son mariage avec Raymonde de Saint-Pée, fille et héritière de Raymond-Arnaud, seigneur de Saint-Pée d’Ibarren,. De par sa naissance Pierre-Arnaud est également seigneur d’Hasparren. Il prête allégeance en 1238 à Thibaut Ier de Navarre, puis se joint en 1242 à Henri III d'Angleterre dans sa guerre contre Saint Louis. Défait à la bataille de Taillebourg le 21 juillet 1242, il est gardé en otage par le roi d’Angleterre, et meurt en 1247. Se succèdent alors à la tête des seigneuries de Sault et de Saint-Pé, et en conséquence d’Arbonne, ses fils Arnaud, Guillaume-Arnaud, et enfin Pierre-Arnaud II.
Arbonne est alors la résidence d’été des évêques de Bayonne. Elle est constituée à cette époque de deux quartiers, Hourmalaque, mentionné dès 1083, et Oreintz (XIIIe siècle) et de la maison noble Perukain.
À la fin du XIVe siècle, la seigneurie échoit à la famille de Saint-Julien (originaire d’Ahaxe en Basse-Navarre), par le mariage de la dernière héritière de Sault (et d’Arbonne) à Loup de Saint-Julien. Jean, leur fils vend la seigneurie d’Arbonne à Jean d’Amezqueta le 24 avril 1408.
Ce dernier, qualifié de baron d’Arbonne, acquiert la seigneurie d’Arbonne, de même que les maisons Sarria et Amisola d’Ahetze pour la somme de 1 390 livres de Guyenne. Vassal du roi Henri IV d'Angleterre, il reçoit en 1417 l’office de prévôt et péager de Dax et celui de bailli d’Hastingues. Jean de Lancastre le charge en 1430 de négocier une alliance avec Jean II de Castille. Sa fille Jeanne hérite à la mort de son père de la seigneurie d’Arbonne. De son mariage avec Gracian de Luxe, naît une fille, Gracianne, qui épousera vers 1470 Pero de Salazar.

### Temps modernes
L’héritière née de l’union de Pero de Salazar et de Gracianne de Luxe, Jeanne de Salazar, est mariée à Jean d’Etchecon, dit de Chicon, un seigneur originaire de Bussunaritz, qui devient donc seigneur de Saint-Pée et d’Arbonne. Il est également bailli et gouverneur du Labourd, par ordre de François Ier en date du 7 décembre 1516.
La peste, qui se déclare à Urrugne en 1516, atteint Arcangues l’année suivante, ayant son foyer dans la maison Gastellur. Les textes n’indiquent pas si Arbonne est touchée directement, mais l’interdiction de toute relation avec la proche paroisse d’Arcangues a dû affecter en premier lieu la localité.
Jean de Chicon demeure bailli jusqu’en 1536, ayant durant son administration à affronter l’invasion espagnole de 1523, qui se dirigeant vers Bayonne sans parvenir à s’en emparer, dévaste la campagne alentour. On le retrouve encore le 1er juillet 1530, sur le ponton de la Bidassoa où doit s’effectuer l’échange entre François Ier et sa rançon de 1 200 000 écus d’or, placée sous la garde du bailli du Labourd.
C’est encore lui qui, le 26 novembre 1539, doit assister Charles Quint traversant le Labourd pour se rendre aux Pays-Bas. Remarié à Isabeau de Gramont, il lègue au mari de leur fille Françoise, Jean de Caupenne, baron d’Amou, sa charge de bailli du Labourd, qu’Henri II confirme par lettres patentes datées du 26 avril 1548. Le nouveau seigneur de Saint-Pé et d’Arbonne doit à son tour faire face aux invasions espagnoles de 1542 et de 1558. À son décès, il lègue ses seigneuries et sa charge de bailli à son fils Charles. Cette charge de bailli est confirmée par Charles IX le 20 juillet 1565. Charles de Caupenne reçoit en 1568 le cordon de l’ordre de Saint-Michel pour services rendus comme commandant de deux compagnies en Guyenne. Assiégé par les troupes protestantes de Jeanne d'Albret, reine de Navarre, à Navarrenx, il doit capituler et est fait prisonnier. De son mariage en 1565 avec Marguerite de Bezolles, originaire de Condom, naît Jean-Paul de Caupenne, qui à son tour hérite des seigneuries de Saint-Pée et d’Arbonne et de la charge de bailli du Labourd, confirmée par lettres patentes en date du 14 août 1590 d’Henri IV. Il devient également vice-amiral de Guyenne, à la tête de 1 000 hommes d’armes.
C’est durant l’exercice de sa charge de bailli qu’interviennent les procès en sorcellerie orchestrés en Labourd par le conseiller de Lancre. Arbonne ne semble pas avoir être inquiétée directement par cet épisode tragique, auquel met fin l’intervention de Bertrand d'Eschaud, évêque de Bayonne.
Du mariage de Jean-Paul de Caupenne avec Jeanne de Baylenx de Poyanne naît Jean IV de Caupenne, baron d’Amou et seigneur de Saint-Pée et d’Arbonne, à son tour bailli du Labourd, confirmé par Louis XIII le 31 mai 1621.
À la tête de 1 000 hommes d’armes, le bailli du Labourd doit affronter l’invasion espagnole qui franchit la Bidassoa le 18 octobre 1636 et dévaste la province. Les populations d’Arbonne, Arcangues, Ahetze et Bassussarry désertent en masse leurs villages. Les Espagnols sont contraints à la retraite le 29 octobre 1637. À la mort de Jean IV de Caupenne, son fils Léonard, né de son mariage avec Madeleine de Massiot, hérite à son tour des charges et biens familiaux à l’âge de 17 ans. L’usurpation de la charge de bailli par le seigneur d’Urtubie (Urrugne) est à l’origine d'une guerre civile locale. En 1656, Martin de Chourio (noté Xurio en basque), notaire à Ascain et syndic général nommé par le biltzar du Labourd prend la tête des partisans de la maison de Saint-Pée, et s’oppose à Jean d’Arcangues, procureur du roi au bailliage du Labourd, qui soutient la maison d’Urtubie, en la personne de Salvat de Gamboa. Chourio prend et met à sac le château du procureur du roi, en représailles aux sanctions disciplinaires décidées par ce dernier. Recherché, Chourio entraîne alors une armée de 3 000 hommes en une véritable guerre fratricide qui ne cesse qu’un an plus tard avec le décès naturel de l’insurgé à Ascain.
L'intervention de Louis XIV, lors de son mariage à Saint-Jean-de-Luz en 1660, en faveur d’Urtubie, met fin à la succession héréditaire de la charge de bailli dans les maisons de Saint-Pée et d’Arbonne.
Jean de Caupenne lègue en 1703 à son fils Jean, issu d’un premier mariage avec Marie de Gassion — fille de Jean de Gassion, ses seigneuries d’Amou, d’Arbonne de Saint-Pée et d’Arritzague. Celui-ci, lieutenant-colonel du régiment de cavalerie de Germinon, les lèguera à son tour à son fils Jean-Baptiste, qui, chevalier de l’ordre royal et militaire de Saint-Louis pour ses hauts faits durant la bataille de Fontenoy, obtient la charge de lieutenant du roi à Bayonne.
Le dernier seigneur d’Arbonne, Anne Henri Louis de Caupenne, naît en 1741, du mariage de Jean-Baptiste de Caupenne et de Charlotte de Menou.
En ce XVIIIe siècle, la population, essentiellement agricole, est relativement importante. Hubert Lamant-Duhart l’évalue à 1 050 habitants en 1750. Il faudra attendre le début des années 1980 pour retrouver ce niveau. Les guerres avec l’Espagne et l’exode rural expliquent cette variation importante.
À l'instar des autres paroisses du Labourd, Arbonne est alors administrée par une assemblée capitulaire des maîtres de maison se réunissant au moins une fois par an pour élire un maire-abbé et des jurats. Le maire-abbé représente la paroisse au biltzar qui se réunit trois fois par an à la capitale du Labourd, Ustaritz.

### Révolution française et Empire
À la suite de l’adoption le 12 juillet 1790 par l’Assemblée nationale constituante du décret portant sur la Constitution civile du clergé, réorganisant le clergé séculier français, le curé d’Arbonne, Laurent Duhart, ainsi que son vicaire, Guillaume d’Etchepare, refusent de prêter allégeance à la Nation. De façon assez brève, c’est le curé d’Arcangues, Martin Doyarçabal, qui assure la responsabilité spirituelle de la paroisse d’Arbonne. Celui-ci abdiquera à la fin de l’année 1793 et l’église d’Arbonne est alors fermée. Trois cloches sont alors démontées et envoyées à l’arsenal Sainte-Claire de Bayonne. Elles retrouveront leur place après la Révolution.
Les terres d’Arbonne sont vendues par les héritières de Caupenne, Zoé-Magdeleine et Adèle, en 1793, alors que le décret du 6 pluviose an II (25 janvier 1794) réunit Arbonne à Arcangues et Bassussarry en une commune unique sous le nom de Constante.
Le premier conseil municipal de Constante se réunit le 23 mars 1794 à son siège d’Arcangues, sous la présidence de Dominique Duhart, d’Arcangues, maire désigné par le représentant du peuple, rassemblant sept notables d’Arcangues, deux de Bassussarry et trois d’Arbonne.
Les communes reprendront leur autonomie le 15 mars 1795.
En 1794, au plus fort de la Terreur, et à la suite de la désertion de quarante-sept jeunes gens d'Itxassou, le Comité de salut public — par son arrêté du 13 ventôse an II ou 3 mars 1794 — fait arrêter et déporter une partie des habitants (hommes, femmes et enfants) d'Ainhoa, Ascain, Espelette, Itxassou, Sare et Souraïde, décrétées, comme les autres communes proches de la frontière espagnole, « communes infâmes ». Cette mesure est étendue à Biriatou, Cambo, Larressore, Louhossoa, Mendionde et Macaye.
Les habitants sont « réunis dans diverses maisons nationales, soit dans le district d'Ustaritz, soit dans celles de la Grande Redoute, comme de Jean-Jacques Rousseau ». En réalité, ils sont regroupés dans les églises, puis déportés dans des conditions très précaires à Bayonne, Capbreton, Saint-Vincent-de-Tyrosse et à Ondres. Les églises désaffectées, dont celles d’Arbonne et d’Arcangues, accueillent momentanément les populations en transit. La situation s’éternisant, la municipalité de Constante décide d’employer les déportés à des travaux agricoles, pour pallier l’absence de la main d’œuvre locale réquisitionnée pour les besoins des guerres de la Révolution française. L’église rouvre ses portes au culte après l’adoption de la loi du 11 prairial an III (30 mai 1795). La guerre en Espagne se prolongeant, de nouvelles réquisitions sont appelées, concernant l’approvisionnement en fourrage et le transport des blessés. Constante fournit en juillet 1794 163 hommes à l’armée combattant dans la vallée du Baztan, dont 20 sont tués ou blessés.
Le 8 novembre 1813, de violents combats opposant les troupes du duc de Wellington à la tête de l’armée de coalition anglo-hispano-portugaise, à celles françaises du maréchal Soult, se déroulent autour de l’église d’Arbonne. En se retirant, les troupes des deux bords se livrent à des pillages. Le préfet Charles-Achille de Vanssay écrit d’ailleurs le 9 octobre 1813 au ministre de l’Intérieur dans les termes suivants : « Nos soldats partout, pillent en se retirant (…) ils ont pillé le château d’Urtubie et Urrugne (…) ainsi que les communautés d’Arcangues et d’Arbonne ».
L’occupation d’Arbonne dure jusqu’en janvier 1814.

### Époque contemporaine
Village rural, Arbonne pénètre à petits pas dans la vie moderne. Les indices de l’existence d’une première école dans la localité datent de 1852. En provenance d’Ustaritz, une délégation de la congrégation des Filles de la Croix ouvre en effet deux classes, l’une en français et l’autre en basque. L’école est laïcisée le 8 octobre 1887 à la suite de la promulgation des lois Jules Ferry. Une école privée est alors construite et ouvre ses portes le 3 décembre 1888 ; elle portera le nom d’école Saint-Laurent à partir de 1961. La première cabine téléphonique est installée en 1907 et l’éclairage public en 1912. Il faut attendre 1953 pour que la mairie possède sa propre ligne téléphonique.
36 Arbonars laissent la vie lors des combats de la Première Guerre mondiale. Le recensement précédent la grande guerre relève 788 habitants. C’est donc 4,5 % de la population qui perd la vie au combat dans le conflit, presque 1 individu sur 20.
Pendant la Seconde Guerre mondiale, Arbonne est située en zone occupée. Dans la nuit du 5 au 6 avril 1942, Arbonne et Bidart sont bombardées depuis des vaisseaux de guerre. Le 16 avril les Allemands renforcent leur armement à Arbonne, avec deux canons de 150 mm. Ce bombardement était probablement destiné à détourner l'attention des Allemands du débarquement allié à Bayonne.
Le 16 avril 1950, deux résistantes, mesdemoiselles « Shouave » et Rospide, sont décorées à Arbonne par le général de Gaulle.
Le conseil municipal élu en 1983 accueille pour la première fois deux femmes en son sein.

## Politique et administration

### Situation administrative
Arbonne fait partie du canton d'Ustaritz, qui regroupe neuf communes autour d’Ustaritz, le chef-lieu de canton. Elle est rattachée à l'arrondissement de Bayonne et à la 6e circonscription des Pyrénées-Atlantiques, dont la députée est Sylviane Alaux (PS), depuis 2012.

### Tendances politiques et résultats
Arbonne présente un profil politique contrasté, privilégiant les candidats de droite aux élections présidentielles et aux élections législatives. En revanche, l’édition de 2010 des élections régionales voit la victoire d’un candidat de gauche, et depuis 2008, les élections municipales ont porté au pouvoir une liste Sans étiquette. Les électeurs ont moins voté pour le candidat de gauche que le reste du département lors des dernières élections régionales (50,77 % pour Alain Rousset dans les Pyrénées-Atlantiques contre 37,28 % à Arbonne). D’autre part, les partis politiques basques ne sont pas représentés lors des scrutins locaux.

#### Élections présidentielles de 2007 et 2012
Lors du second tour de l'élection présidentielle de 2007, Nicolas Sarkozy, UMP, élu, avait obtenu 57,99 % des suffrages et Ségolène Royal, PS, 42,01 % des suffrages ; le taux de participation était de 87,41 %.
Lors du second tour de l'élection présidentielle de 2012, François Hollande, PS, élu, avait obtenu 47,47 % des suffrages et Nicolas Sarkozy, UMP, 52,53 % des suffrages ; le taux de participation était de 86,12 %.

#### Élections municipales de 2008 et 2014
Le nombre d'habitants lors des derniers recensements étant compris entre 1 500 et 2 499 habitants, le nombre de membres du conseil municipal est de 19.
Lors des élections municipales de 2008, 13 conseillers municipaux ont été élus dès le premier tour et 6 au second ; le taux de participation du second tour était de 78,59 %. Marie-Josèphe Mialocq est élue maire de la commune.
Lors des élections municipales de 2014, les 19 conseillers municipaux ont été élus au second tour, avec un taux de participation de 82,75 % ; la liste LDIV présentée obtient deux sièges au conseil communautaire. Marie-Josèphe Mialocq est réélue à la tête de la municipalité. Elle sera une nouvelle fois réélue avec 100 % des voix le 15 mars 2020 mais l'élection a été annulée par le Conseil d'Etat le 31 mars 2021.

### Liste des maires
| Période     | Période     | Identité              | Étiquette | Qualité |
| ----------- | ----------- | --------------------- | --------- | --- |
| 1790 ?      | 1794        | Daguerre              |           | |
| 1794        | 1795        | Dominique Duhart      |           | |
| 1795        |             | Jean Laborde          |           | |
| 1814        | 1817        | Pierre Landaboure     |           | |
| 1817        | 1822        | Jean Diharce          |           | |
| 1822        | 1823        | Martin Hegoas         |           | |
| 1823        | 1827        | Charles Borotra       |           | |
| 1827        | 1840        | Mathieu Duhart        |           | |
| 1840        | 1842        | Hirigoyen             |           | |
| 1842        | 1849        | Doyhenard             |           | |
| 1849        | 1859        | Laborde               |           | |
| 1859        | 1864        | Michel Dokhelar       |           | |
| 1864        | 1876        | Laurent Hirigoyen     |           | |
| 1876        | 1881        | Jean Dufau            |           | |
| 1881        | 1896        | Jean Borotra          |           | |
| 1896        | 1904        | Jean Dufau            |           | |
| 1904        | 1943        | Bernard Housset       |           | |
| 1943        | 1945        | Jean Hegoas           |           | |
| 1945        | 1948        | Émile Martin          |           | |
| 1948        | 1953        | Charles Abeberry      |           | |
| mai 1953    | mars 1971   | André Gromard         |           | |
| mars 1971   | mars 1977   | Didier Borotra        | CD        | Industriel |
| mars 1977   | juin 1995   | Bernard Abeberry      | DVD       | |
| juin 1995   | mars 2008   | Jean Bareille         | DVD       | Ingénieur SNCF retraité |
| mars 2008   | 31 mai 2021 | Marie-Josèphe Mialocq | DVG       | Retraitée de la fonction publique, Suppléante du sénateur Georges Labazée (2011 → 2017), 8e conseillère déléguée de la communauté du Pays Basque (2017-) élection municipale du 15 mars 2020 annulée par le Conseil d'État le 31 mai 2021. |
| 2 juin 2021 | En cours    | Patrick Avezard       |           | président de la délégation spéciale - nommé par le préfet en raison de la vacance du poste de maire |

### Instances judiciaires et administratives
Dans le ressort de la cour d'appel de Pau, Arbonne relève de Bayonne pour toutes les juridictions, à l'exception du tribunal administratif situé à Pau et de la cour administrative d'appel de Bordeaux.
La commune se trouve dans la circonscription de gendarmerie de Bayonne et de la brigade de proximité de Saint-Pée-sur-Nivelle

### Politique environnementale

#### Ordures ménagères
La commune adhère au syndicat mixte Bizi Garbia pour le traitement et la valorisation des déchets ménagers et assimilés. Depuis 1982, le centre d'enfouissement technique retenu est celui de Saint-Pée-sur-Nivelle. Le syndicat gère quatre déchèteries, situées à Arcangues, Bidart, Saint-Jean-de-Luz et Saint-Pée-sur-Nivelle. Les ordures ménagères sont ramassées deux fois par semaine.
Arbonne a engagé, aux côtés du syndicat mixte Bizi Garbia, une démarche volontaire de tri sélectif. Cinq points d’apport ont été mis en place, dont un système enterré de réception des déchets. Ils récoltent séparément les emballages en verre, ceux en plastiques, les cartons, les emballages métalliques et les papiers et autres journaux et magazines. Une borne de ramassage des textiles a également été installée.

#### Qualité de l’eau
La gestion des eaux, que ce soit l’assainissement des eaux usées, la maîtrise de l’écoulement des eaux pluviales, ou la production le transport et la distribution d’eau potable, entre dans le cadre des compétences optionnelles de l’agglomération Sud Pays basque.
En outre sous la coordination de l’État, Arbonne, en collaboration avec les communes d’Ahetze, Arcangues, Bidart, Guéthary et Saint-Pée-sur-Nivelle, a lancé l’élaboration d’un contrat de bassin centré sur l’Uhabia, avec trois thématiques : l’amélioration de la qualité de l’eau, la préservation du patrimoine naturel et la protection des biens et personnes en zone inondable.
Cette démarche s’articule autour d’une structure de gestion opérationnelle, le syndicat intercommunal à vocation multiple (SIVOM) de l’Uhabia créé en 2004.
Le contrat de bassin, dans son introduction, stipule que : 

« Le Schéma Directeur d’Aménagement et de Gestion de l’Eau Adour-Garonne 2010-2015 révisé dans le cadre de l’application des objectifs de la directive cadre sur l’eau du 23 octobre 2000 (2000/60/CEE), identifie l’Uhabia comme une masse d’eau (FRFR272) dont l’état écologique est mesuré médiocre en raison d’une pollution principalement organique. À cela s’ajoute une pollution d'origine bactériologique qui vient dégrader la qualité des eaux de baignade engendrant lors des épisodes pluvieux des fermetures préventives de plages sur la commune de Bidart. Cette dégradation de la qualité des eaux et des milieux est préjudiciable pour le développement de ce territoire. Les activités économiques (tourisme balnéaire, industrie de la glisse, plaisance,...) du littoral basque sont particulièrement dépendantes du bon état sanitaire des eaux de baignade. »

#### Labels
Dans son palmarès 2023, le Conseil national de villes et villages fleuris de France a attribué deux fleurs à la commune.

#### Suivi citoyen
Lors des élections municipales de 2020, la liste élue n'a pas signé le Pacte de Métamorphose de Bizi! qui engage les signataires à agir pour la transition dans les domaines de la mobilité, de l'alimentation, de l'habitat, de l'énergie et de l'économie locale et circulaire. Néanmoins, au vu de la taille de cette commune, Bizi! a choisi de la suivre tout de même. A l'issue du rapport de suivi 2021, la commune s'est vu attribuer un score de métamorphose de 0 sur 4 et lors du rapport de mi-mandat en 2023, le score était de 0,1 sur 4.

### Finances locales
Arbonne appartient à la strate des communes ayant une population comprise entre 2 000 et 3 500 habitants. Le tableau ci-dessous montre le résultat comptable par habitant sur dix années (période 2004 - 2013), ainsi que le solde de financement des investissements, toutes données comparées à la moyenne de la strate.
Comptes de la commune d’Arbonne de 2004 à 2013.
Résultats exprimés en €/habitant.
| Années                                                                                                  | Résultat comptable | Résultat comptable   | Besoin () ou capacité () de · financement des investissements | Besoin () ou capacité () de · financement des investissements | Capacité d'autofinancement (CAF) | Capacité d'autofinancement (CAF) |
| Années                                                                                                  | Arbonne            | Moyenne de la strate | Arbonne                                                       | Moyenne de la strate                                          | Arbonne                          | Moyenne de la strate             |
| --- | ------------------ | -------------------- | ------------------------------------------------------------- | ------------------------------------------------------------- | -------------------------------- | -------------------------------- |
| 2004 | 55                 | 188                  | 50                                                            | 8                                                             | 55                               | 193                              |
| 2005 | 60                 | 213                  | 24                                                            | 12                                                            | 60                               | 219                              |
| 2006 | 44                 | 148                  | 20                                                            | 5                                                             | 44                               | 151                              |
| 2007 | 126                | 148                  | 61                                                            | 9                                                             | 150                              | 152                              |
| 2008 | 109                | 147                  | 45                                                            | 10                                                            | 112                              | 151                              |
| 2009 | 81                 | 142                  | 231                                                           | 9                                                             | 84                               | 147                              |
| 2010 | 86                 | 143                  | 213                                                           | 7                                                             | 93                               | 150                              |
| 2011 | 106                | 160                  | 8                                                             | 0                                                             | 112                              | 168                              |
| 2012 | 74                 | 176                  | 41                                                            | 18                                                            | 78                               | 187                              |
| 2013 | 42                 | 163                  | 168                                                           | 14                                                            | 46                               | 173                              |
| Sources des données : les comptes des communes - Arbonne. Strate : communes de 2 000 à 3 500 habitants. |                    |                      |                                                               |                                                               |                                  |                                  |

| Taxe | Taux voté à Arbonne | Taux moyen de la strate |
| --- | ------------------- | ----------------------- |
| d'habitation | 9,03 %              | 12,79 %                 |
| foncière sur le bâti | 7,52 %              | 17,73 %                 |
| foncière sur le non-bâti | 24,34 %             | 51,18 %                 |
| Sources des données : les comptes des communes - Arbonne. Taxes en pourcentage de la valeur locative cadastrale. Strate : communes de 2 000 à 3 500 habitants appartenant à un groupement fiscalisé. |                     |                         |

Les remarques suivantes sont toujours faites en comparant Arbonne aux autres communes de la même strate (communes de 2 000 à 3 500 habitants). La séquence des données montre une situation financière moins favorable que la moyenne de la strate, le résultat comptable annuel se positionnant sous le résultat moyen de la strate ; le taux de la taxe d’habitation est significativement inférieur au taux moyen de la strate ; le poids de l'impôt foncier, tant pour les propriétés bâties que non-bâties, est nettement inférieur à la moyenne ; l'annuité de la dette par habitant (202 €) est plus du double de la moyenne de la strate.

### Intercommunalité
La commune appartient à la communauté d'agglomération du Pays Basque. Elle est membre du syndicat d'énergie des Pyrénées-Atlantiques, de l'Agence publique de gestion locale et du SIVOM d'Arbonne - Arcangues - Bassussarry.
Elle adhère également à l'Eurocité basque Bayonne - San Sebastian.

## Population et société

### Démographie
L'évolution du nombre d'habitants est connue à travers les recensements de la population effectués dans la commune depuis 1793. Pour les communes de moins de 10 000 habitants, une enquête de recensement portant sur toute la population est réalisée tous les cinq ans, les populations de référence des années intermédiaires étant quant à elles estimées par interpolation ou extrapolation. Pour la commune, le premier recensement exhaustif entrant dans le cadre du nouveau dispositif a été réalisé en 2004.

En 2022, la commune comptait 2 364 habitants, en évolution de +9,24 % par rapport à 2016 (Pyrénées-Atlantiques : +3,78 %, France hors Mayotte : +2,11 %).
| 1793 | 1800 | 1806 | 1821 | 1831 | 1836 | 1841 | 1846 | 1851 |
| ---- | ---- | ---- | ---- | ---- | ---- | ---- | ---- | ---- |
| 608  | 555  | 560  | 520  | 690  | 745  | 715  | 708  | 700  |

| 1856 | 1861 | 1866 | 1872 | 1876 | 1881 | 1886 | 1891 | 1896 |
| ---- | ---- | ---- | ---- | ---- | ---- | ---- | ---- | ---- |
| 685  | 700  | 705  | 733  | 724  | 790  | 800  | 770  | 759  |

| 1901 | 1906 | 1911 | 1921 | 1926 | 1931 | 1936 | 1946 | 1954 |
| ---- | ---- | ---- | ---- | ---- | ---- | ---- | ---- | ---- |
| 764  | 789  | 788  | 689  | 763  | 866  | 980  | 763  | 614  |

| 1962 | 1968 | 1975 | 1982  | 1990  | 1999  | 2004  | 2006  | 2009  |
| ---- | ---- | ---- | ----- | ----- | ----- | ----- | ----- | ----- |
| 628  | 648  | 819  | 1 196 | 1 366 | 1 375 | 1 460 | 1 784 | 1 993 |

| 2014  | 2019  | 2022  | - | - | - | - | - | - |
| ----- | ----- | ----- | - | - | - | - | - | - |
| 2 116 | 2 342 | 2 364 | - | - | - | - | - | - |

Comme indiqué précédemment au paragraphe Temps modernes, la population s’élevait à 1 050 habitants en 1750. Les guerres avec l’Espagne et l’exode rural ont fortement contribué à une érosion importante de la population qui, à l’orée du XIXe siècle comptait moins de 600 habitants. De 1800 aux années précédent la Seconde Guerre mondiale la croissance est constante, s’approchant des 1 000 âmes en 1936 et retrouvant presque son niveau de 1750. L’après-guerre montre un nouveau décrochement important, qui atteint un niveau plus bas dans les années 1950. L’exode rural et le développement des activités balnéaires de Biarritz et de Bidart sont passés par là. La barre des 1 000 habitants est à nouveau franchie à la fin des années 1970, et en 30 ans, la population double, atteignant et dépassant les 2 000 âmes vers 2010. Le saut de plus de 35 % entre 2004 et 2012 s’explique par les pressions importantes provoquées par la demande en logements de la population côtière, la localité devenant de plus en plus une cité dortoir.

### Enseignement

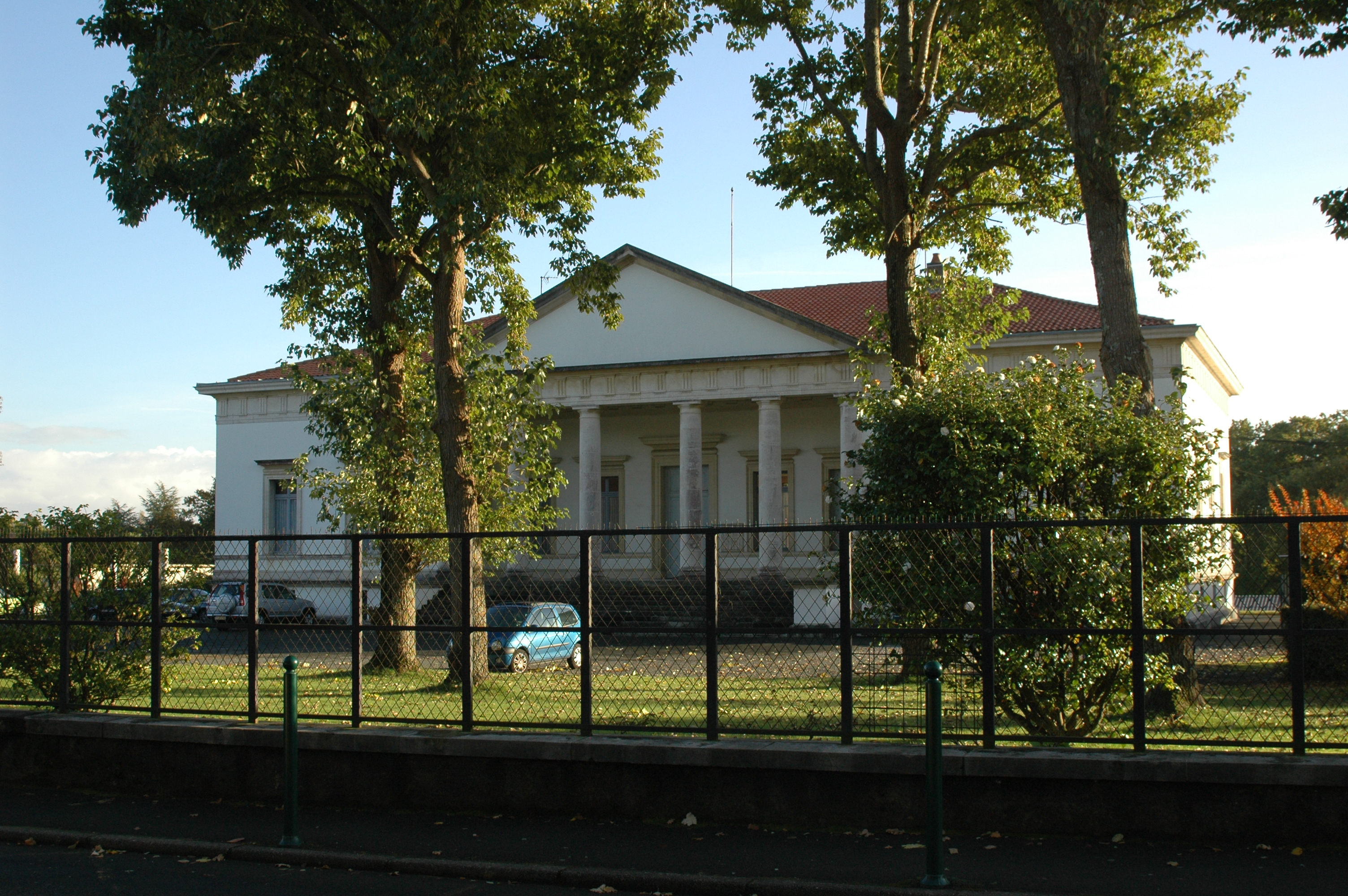
Le collège Villa-Fal, à la Négresse, quartier de Biarritz.

La commune d’Arbonne est rattachée à l’académie de Bordeaux. Elle dispose de deux écoles primaires, une école publique (l'école Marguerite Schwab) et une privée catholique (l'école Saint-Laurent), proposant chacune une section bilingue français-basque. Ces écoles ont la particularité de proposer un enseignement bilingue en immersion durant les deux premières années de maternelle pour l'école privée et durant les trois années de maternelle pour l'école Marguerite Schwab,.
Les collèges et lycées les plus proches se situent à Biarritz qui offre l'accès à deux collèges publics (collèges Villa-Fal et Jean-Rostand) et à un collège privé (collège de l'Immaculée-Conception) et au lycée André-Malraux, lycée d'enseignement général de la commune. Un lycée technologique et professionnel, nommé Biarriz-Atlantique et orienté vers l'hôtellerie et le tourisme, est installé dans le quartier de La Négresse. Les enfants d’Arbonne peuvent également poursuivre le cycle d’études secondaires à Saint-Pée-sur-Nivelle, où se trouvent le collège Arretxea et le lycée agricole privé Saint-Christophe.
Le lycée René-Cassin de Bayonne propose un BTS pour les métiers de l'image et du son dans son antenne située à Biarritz.
Le campus bayonnais de la Nive est situé à une dizaine de kilomètres. Celui-ci fait partie de l'UFR pluridisciplinaire de Bayonne - Anglet - Biarritz, qui dépend de l'université de Pau et des Pays de l'Adour. Le site de Bayonne accueille également un IUT, un site de l'IAE des Pays de l'Adour, lequel offre des formations en gestion et management, ainsi qu'une antenne délocalisée de l'université de Bordeaux (Institut universitaire professionnalisé sport, management et gestion des entreprises). Un IFSI (institut de formation en soins infirmiers) se situe à proximité du site Saint-Léon du Centre hospitalier de la Côte Basque. D’autre part, l’ESTIA (école supérieure des technologies industrielles avancées) est située à Bidart dans la technopole Izarbel.
Biarritz dispose d'une antenne du conservatoire à rayonnement régional Maurice-Ravel, tout comme Bayonne et Saint-Jean-de-Luz.

### Manifestations culturelles et festivités
Arbonne célèbre la saint Laurent, par des fêtes de quatre jours mêlant le sacré et le profane. Depuis quelques années la période des fêtes est anticipée à la dernière semaine de juillet.
Une première fête du gâteau basque a été célébrée en août 2014, et a donné lieu à un concours réunissant des pâtissiers amateurs.

### Santé
La commune dispose deux médecins généralistes, de trois infirmières, d’un ostéopathe, d'un kinésithérapeute ainsi que d'un dentiste, réunis au centre du village.
Les habitants d’Arbonne ont également accès aux services de santé des communes voisines, Bayonne, Biarritz et Saint-Jean-de-Luz. L’offre du centre hospitalier de la Côte Basque, principalement établi sur Bayonne et Saint-Jean-de-Luz, se complète de plusieurs cliniques, dont la polyclinique d’Aguiléra à Biarritz et celle, Côte-Basque-Sud, de Saint-Jean-de-Luz.

### Sports
Trois associations de pelote basque, Arbonnarak, Lau Herri, et Pilota Lagun, rassemblent les amateurs de ce sport traditionnel, qui attire les femmes autant que les hommes (Elorri Borda et Maritxu Housset du club Arbonnarak sont championnes de France 2013 de paleta gomme creuse en Nationale A). L’Arbona Football Club et deux clubs de gymnastique (Gym Arbonne-Ahetze et Polysports) complètent l’offre sportive sur la localité,.

### Cultes
Arbonne fait partie de la paroisse catholique Saint-Jean-Baptiste de l’Uhabia-Arcangues, qui dépend du diocèse de Bayonne, Lescar et Oloron, suffragant depuis 2002 de l’archidiocèse de Bordeaux. Mgr Marc Aillet est l’évêque de ce diocèse depuis le 15 octobre 2008.
La paroisse couvre les cures d’Ahetze, Arbonne, Arcangues et Bassussarry.
Il ne reste qu’une seule des deux anciennes chapelles de la commune, dédiée à la « Vierge de toutes les grâces », celle du lieu-dit Pouy faisant désormais partie du château actuel.
La chapelle existante, à l’origine simple édifice de bois, fut sans doute reconstruite au XVIIe siècle. Il s’agit à présent d’un bâtiment rectangulaire, à chevet à pans coupés, coiffé d’une haute toiture. Sa façade porte l’inscription AMA, au-dessus de la porte d’un bleu délavé.
Elle est située sur la gauche de la D 255, une fois passé le bourg, en se dirigeant vers Saint-Pée-sur-Nivelle.

## Économie

### Revenus de la population et fiscalité
En 2011, le revenu fiscal médian par ménage était de 40 076 €, ce qui plaçait Arbonne au 3 072e rang parmi les 31 886 communes de plus de 49 ménages en métropole. En 2009, 40,3 % des foyers fiscaux n'étaient pas imposables.

### Emploi
En 2011, la population âgée de 15 à 64 ans s'élevait à 1 296 personnes, parmi lesquelles on comptait 72,0 % d'actifs dont 66,9 % ayant un emploi et 5,1 % de chômeurs.
On comptait 591 emplois dans la zone d'emploi, contre 565 en 1999. Le nombre d'actifs ayant un emploi résidant dans la zone d'emploi étant de 871, l'indicateur de concentration d'emploi est de 67,8 %, ce qui signifie que la zone d'emploi offre moins d'un emploi par habitant actif,.

### Entreprises et commerces
Au 31 décembre 2011, Arbonne comptait 167 établissements : 27 dans l’agriculture-sylviculture-pêche, 8 dans l'industrie, 37 dans la construction, 63 dans le commerce-transports-services divers et 18 étaient relatifs au secteur administratif.
En 2013, 16 entreprises ont été créées à Arbonne, dont 11 par des autoentrepreneurs.
Le tableau ci-dessous détaille les établissements actifs par secteur d'activité au regard du nombre de salariés :
|                                                              | Total | %     | 0 salarié | 1 à 9 salariés | 10 à 19 salariés | 20 à 49 salariés | 50 salariés ou plus |
| ------------------------------------------------------------ | ----- | ----- | --------- | -------------- | ---------------- | ---------------- | ------------------- |
| Ensemble                                                     | 167   | 100,0 | 122       | 36             | 4                | 2                | 3                   |
| Agriculture, sylviculture et pêche                           | 27    | 16,2  | 27        | 0              | 0                | 0                | 0                   |
| Industrie                                                    | 8     | 4,8   | 4         | 4              | 0                | 0                | 0                   |
| Construction                                                 | 35    | 21,0  | 26        | 7              | 2                | 0                | 0                   |
| Commerce, transports, services divers                        | 69    | 41,3  | 49        | 20             | 0                | 0                | 0                   |
| dont commerce et réparation automobile                       | 9     | 5,4   | 5         | 4              | 0                | 0                | 0                   |
| Administration publique, enseignement, santé, action sociale | 28    | 16,8  | 16        | 5              | 2                | 2                | 3                   |
| Champ : ensemble des activités.                              |       |       |           |                |                  |                  |                     |

L'examen de ce tableau amène quelques remarques : l'essentiel de l'activité économique est assuré par des entreprises du secteur tertiaire ; l'agriculture (et pour mémoire, la pêche, compte tenu de la localisation d’Arbonne), jadis activité dominante de la localité, représente encore aujourd’hui une part importante de la vie économique de la localité ; moins de 5 % de l'activité est assuré par des entreprises du secteur industriel, qui reste concentré sur des structures de moins de dix salariés, tout comme les activités liées à la construction ; l'administration publique, l’enseignement, la santé et l’action sociale forment une activité qui regroupe plus de 15 % des entreprises.

#### Agriculture

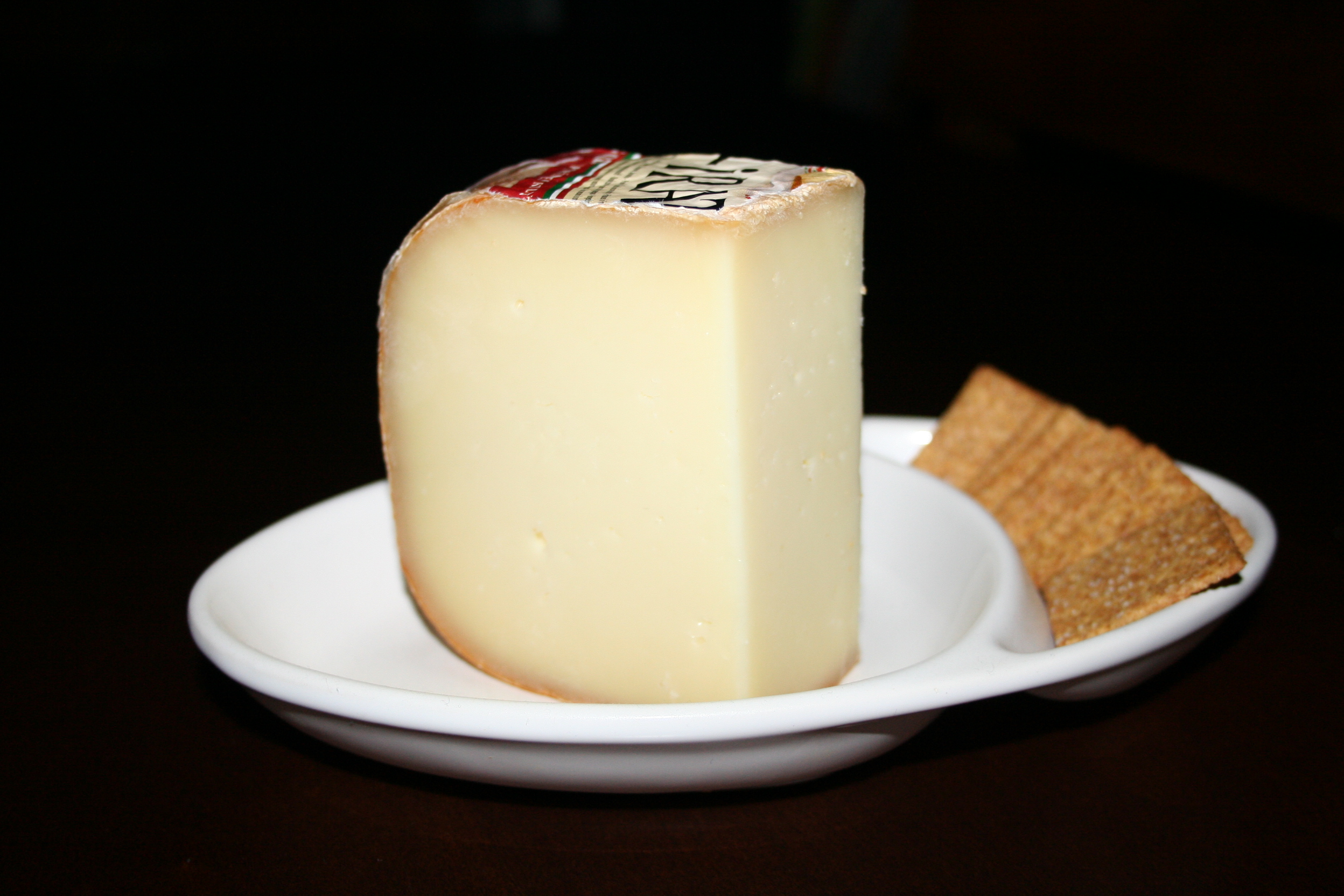
Tomme d’ossau-iraty.

Les terres de la localité sont propices à l’agriculture, qui a été longtemps l’unique activité économique locale, en parallèle de l’artisanat traditionnel. Si jusqu’au début du XXe siècle l’essentiel de l’activité agricole se consacrait à la culture du blé, du maïs, de la vigne et des vergers — plusieurs dizaines d’hectares de vergers s’étalaient encore au XIXe siècle sur le territoire communal — elle est aujourd’hui concentrée sur la production de maïs et de lait de vache.
La commune fait partie de la zone d'appellation de l'ossau-iraty, bien que l’élevage local soit à majorité bovin.
En préalable à la révision de son PLU, la municipalité a engagé un dialogue avec les représentants locaux du secteur agricole, afin d'établir un état des lieux de la réalité agricole à Arbonne et de pouvoir élaborer une stratégie de gestion et d’aménagement du territoire agricole communal. Le projet agricole qui en est issu a été présenté et approuvé au début de l’année 2012. Les actions de fond qui constituent le projet agricole permettront de préserver l’activité d’élevage et d’améliorer la diversification et la valorisation des produits locaux. Elles devront s’attacher à sécuriser les terres exploitées et permettre une meilleure maîtrise du foncier, tout en améliorant les accès et les déplacements. Le territoire communal a été divisé en trois zones. Au centre-ouest s’étend une zone dite « espace agricole préservé », espace peu morcelé, qui est aujourd’hui le seul entièrement consacré à l’agriculture. La zone dite « cœur agricole » couvre tout le sud du territoire ; elle concentre l’essentiel des sièges et des terres d’exploitation, mais se révèle très morcelée et donc menacée. Enfin le nord-est offre une aire qualifiée de « potentiel agricole », caractérisée par de grandes parcelles mécanisables, mais éloignée du centre du bourg et donc menacée par l’urbanisation.
Deux actions immédiates ont été entreprises, l’une concernant l’installation d’un nouvel agriculteur et l’élargissement de la gamme des produits locaux, et l’autre la protection des sols agricoles contre l’érosion liée au ruissellement de surface dans le bassin de l’Uhabia.

#### Commerces et services
L’unique commerce de bouche de la localité est, aujourd’hui, une boulangerie-pâtisserie, la boucherie-charcuterie et la supérette ayant disparu au début des années 2000. Les habitants d’Arbonne ont aujourd’hui accès aux services de deux salons de coiffure et d’une esthéticienne. Un marché traditionnel se tient chaque dimanche sur la place du village.
L’artisanat est également actif dans la localité, puisque l’on compte en 2014 pas moins de deux charpentiers, un cuisiniste proposant également l’installation de salles de bain, un élagueur, quatre électriciens, un maçon, deux menuisiers, six plombiers-chauffagistes, trois peintres et cinq jardiniers.
En 2012, la crèche municipale Kilika (« chatouille »), pouvant accueillir près de vingt enfants, a ouvert ses portes à Arbonne.

#### Tourisme
En 2014, l'offre touristique proposée sur Arbonne se répartit entre trois hôtels et quatre restaurants. Cinq établissements chambres d'hôtes et treize Gîtes de France viennent compléter les capacités d’accueil de la localité.

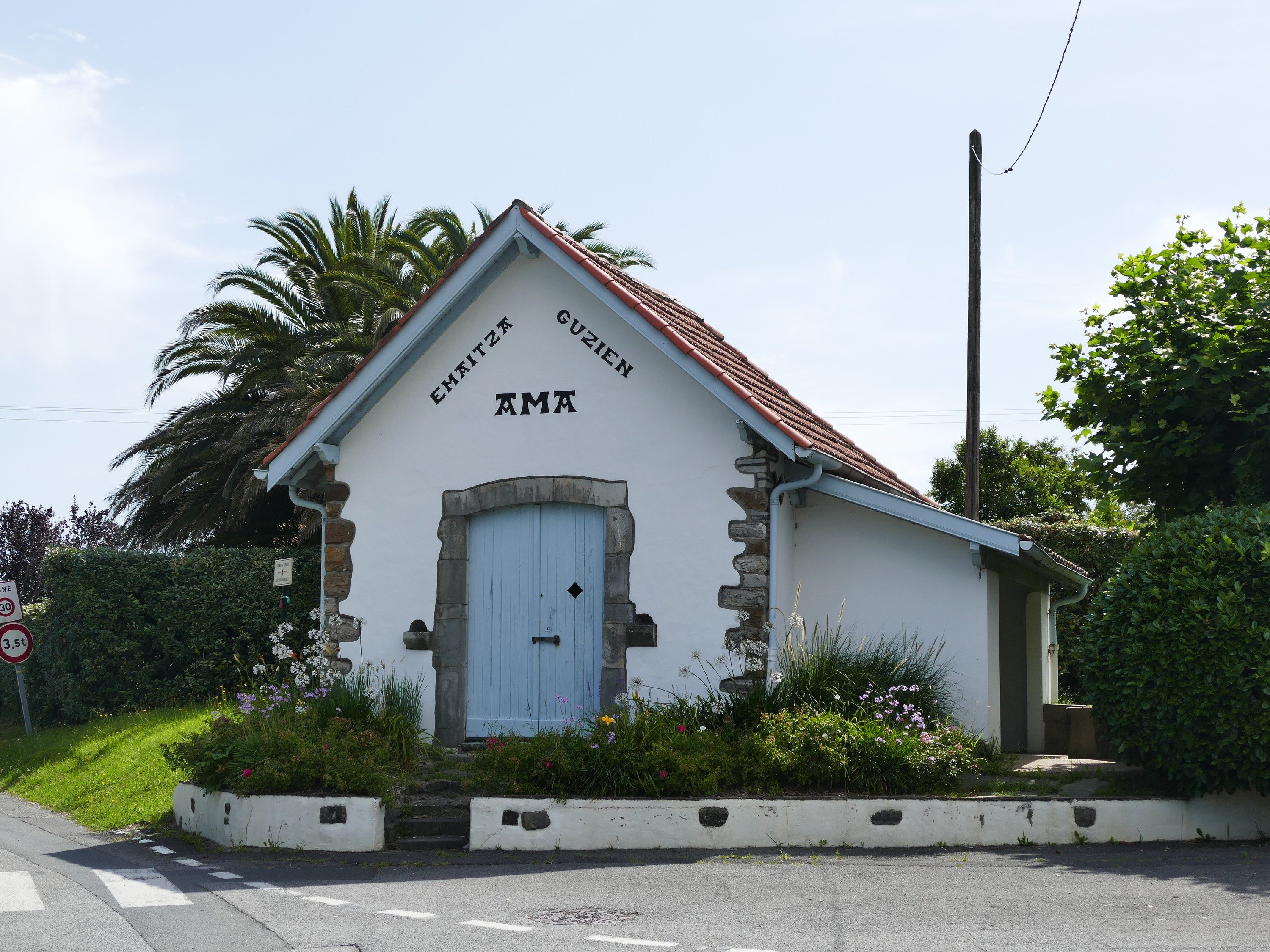
Chapelle de la Vierge-de-Toutes-les-Grâces de Xantxienea

## Culture locale et patrimoine

### Lieux et monuments
Arbonne compte deux monuments « inscrits » à l'inventaire des monuments historiques.

#### La benoîterie

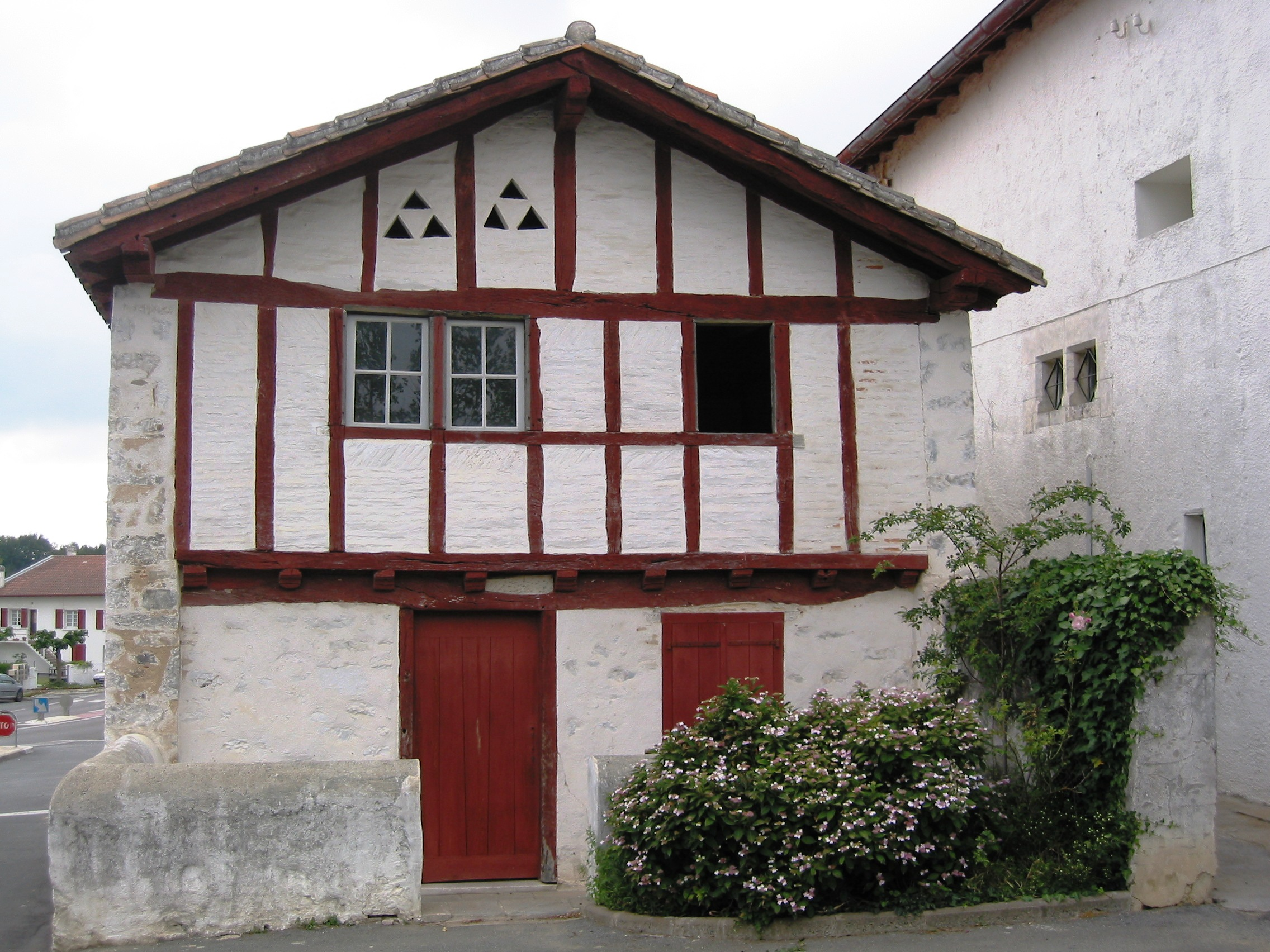
L'ancienne benoîterie d'Arbonne, aujourd'hui lieu d'exposition.

L'ancienne benoîterie, datant du XVIe siècle, est aujourd'hui un lieu d'expositions (peinture, artisanat). Elle fait l'objet d'une inscription auprès des monuments historiques depuis 1991, pour l'ensemble bâti à l'exception de l'appentis. Elle est la propriété de la commune.
La benoîte (andere serora en basque) faisait office, dans de nombreuses paroisses du Pays basque, de gardienne laïque de l'église et du cimetière. En contrepartie de sa charge que, par contrat agréé par l'évêque, elle accomplira toute sa vie durant, elle reçoit des redevances en nature et des rétributions lors des offices religieux, et bénéficie d'une maison, la benoîterie.
Pierre de Rosteguy de Lancre déclarait à leur propos, en 1609 lors de sa mission de sinistre mémoire en Labourd, à la tête de la commission d'enquête demandée par Henri IV pour purger le pays de tous les sorciers et sorcières sous l'emprise des démons, la benoîte était, dans l'exercice de ses fonctions, une manifestation du satanisme : 

« Il y a aussi en toutes les grandes églises du pays, une femme qu'ils appellent la bénédictine, qui fait fonction de marguiller, je trouve qu'elle s'approche de trop des prêtres libertins […], ici elle garde l'autel, blanchit et accommode les nappes et baille les fraises blanches aux petits saints qui sont sur l’autel […],. »

La benoîterie d’Arbonne se trouve à peu de distance de l’église Saint-Laurent, sur la place Harizmendia. Les textes mentionnent une benoîte à Arbonne en 1605 et cette tradition s’y est maintenue jusqu’en 1980.
Utilisé dans sa fonction première jusqu'au début du XXe siècle, l'édifice devient ensuite un logement familial jusqu'en 1962, puis est désaffecté avant de devenir un centre culturel à la suite de l'action de l'association Andereseroraenia au début des années 1990,. Il s'agit d'un bâtiment rectangulaire sur deux étages ; toutes ses façades sont en pierre chaulée, à l'exception de la façade est qui présente des pans de bois peints en rouge sang.
Outre celle d’Arbonne, deux benoîteries du Pays basque français font l’objet d’une inscription auprès du ministère de la Culture, celle de Succos, et celle de Saint-Pierre-d'Irube,. La benoîterie de Bascassan est, elle, classée par les monuments historiques.

#### L'église Saint-Laurent

L'église Saint-Laurent.
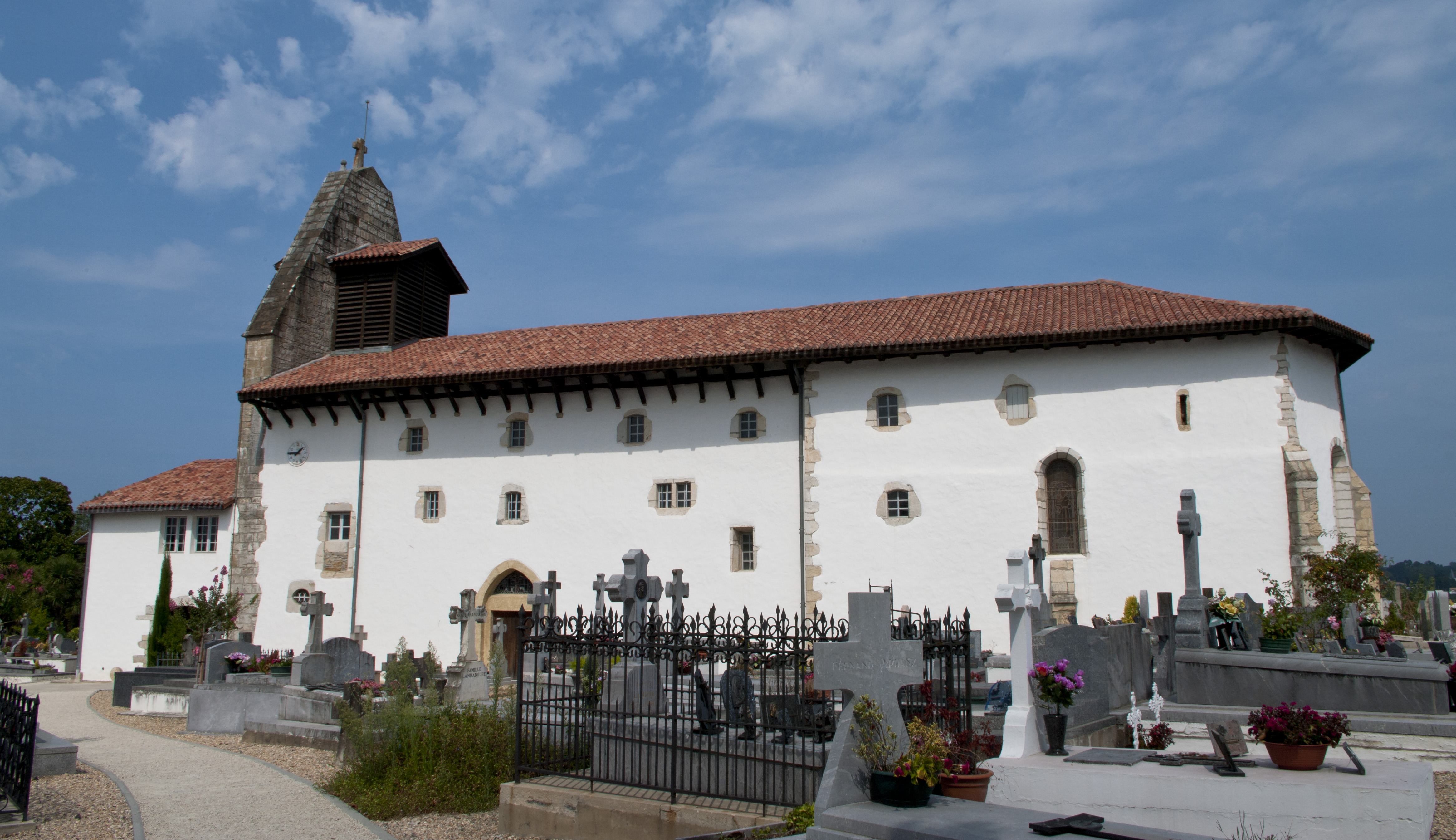
L’église, entourée du cimetière.
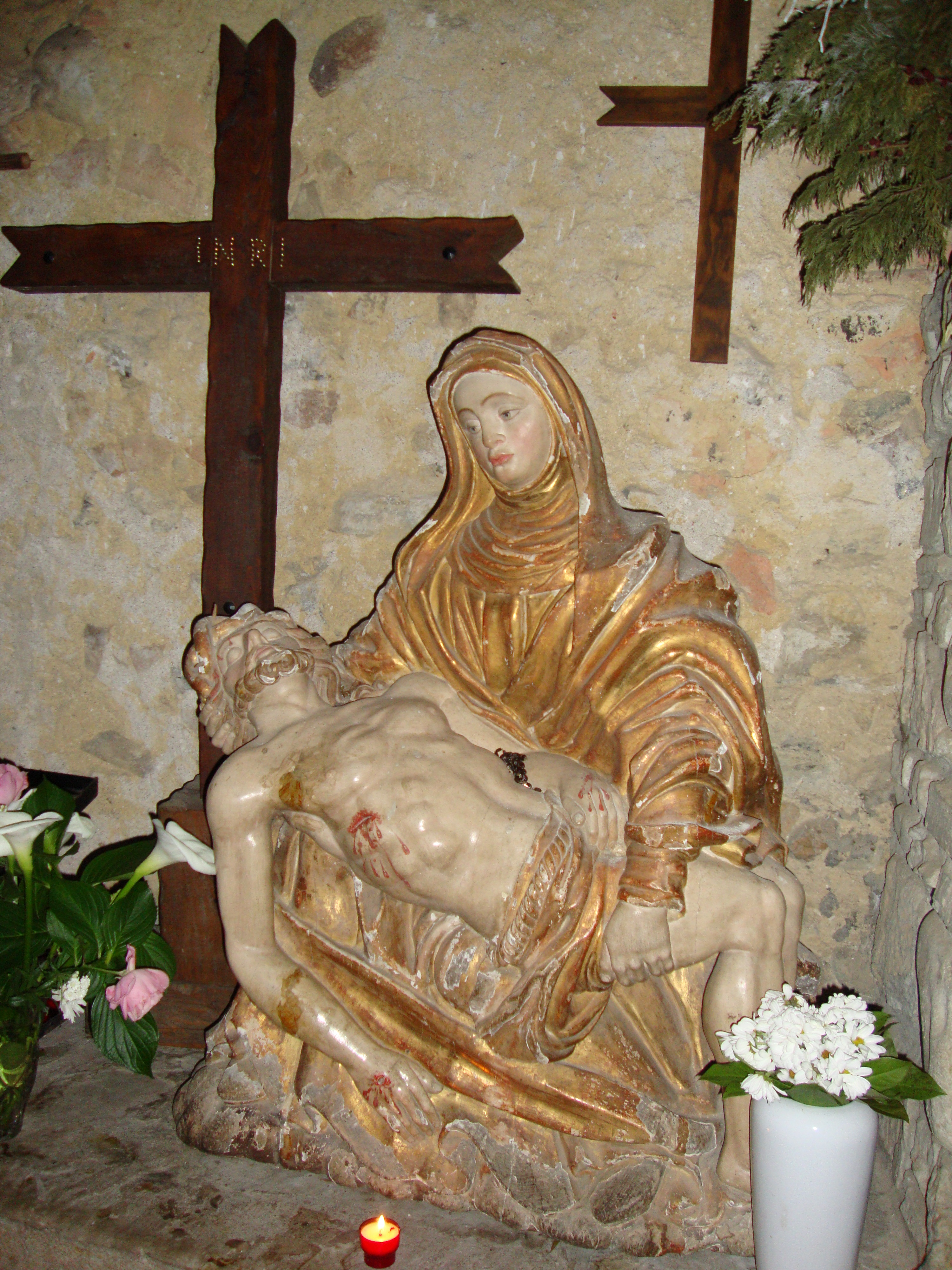
La Pietà du XVIe siècle.
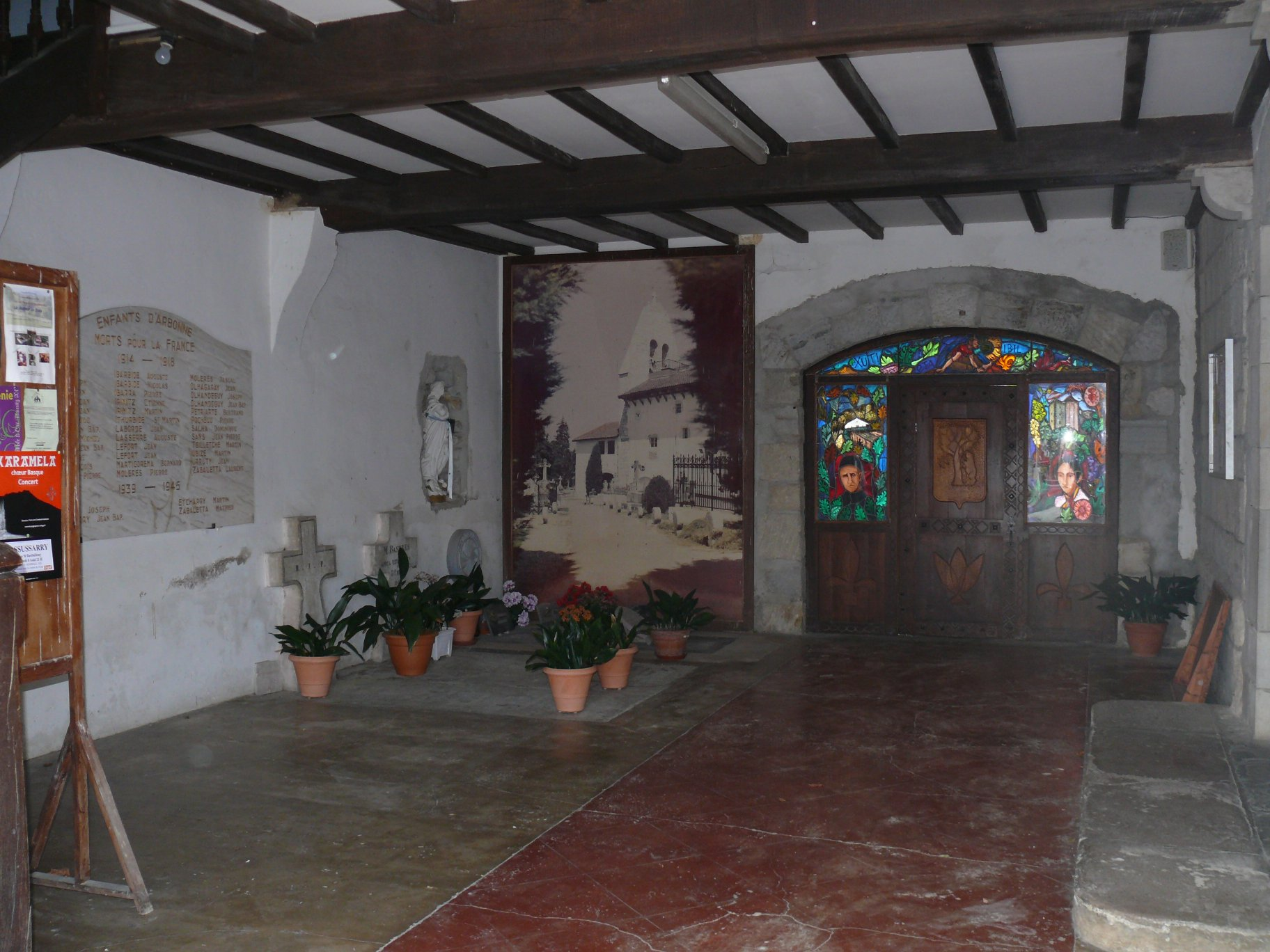
Le porche.
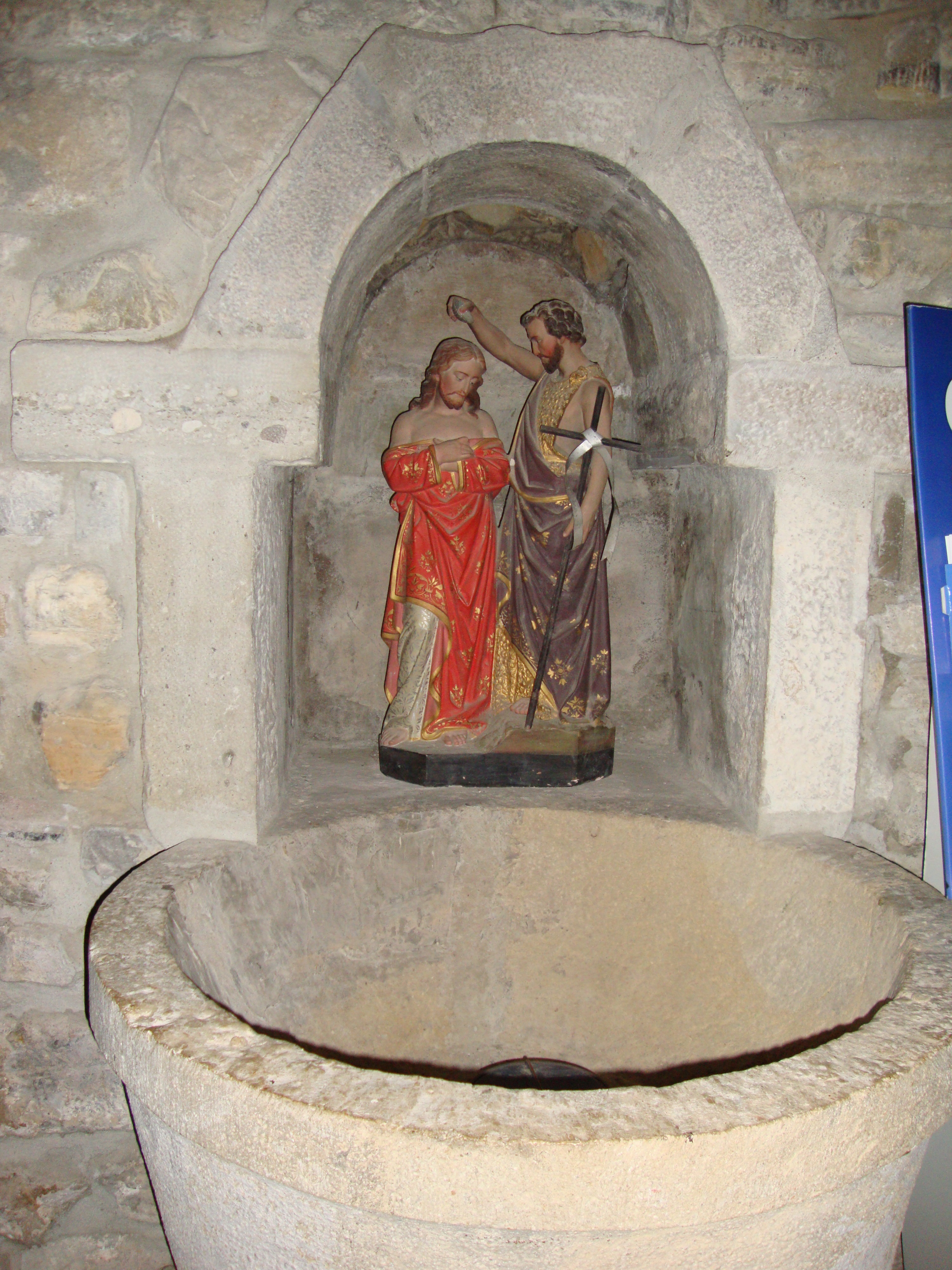
Fonts baptismaux.
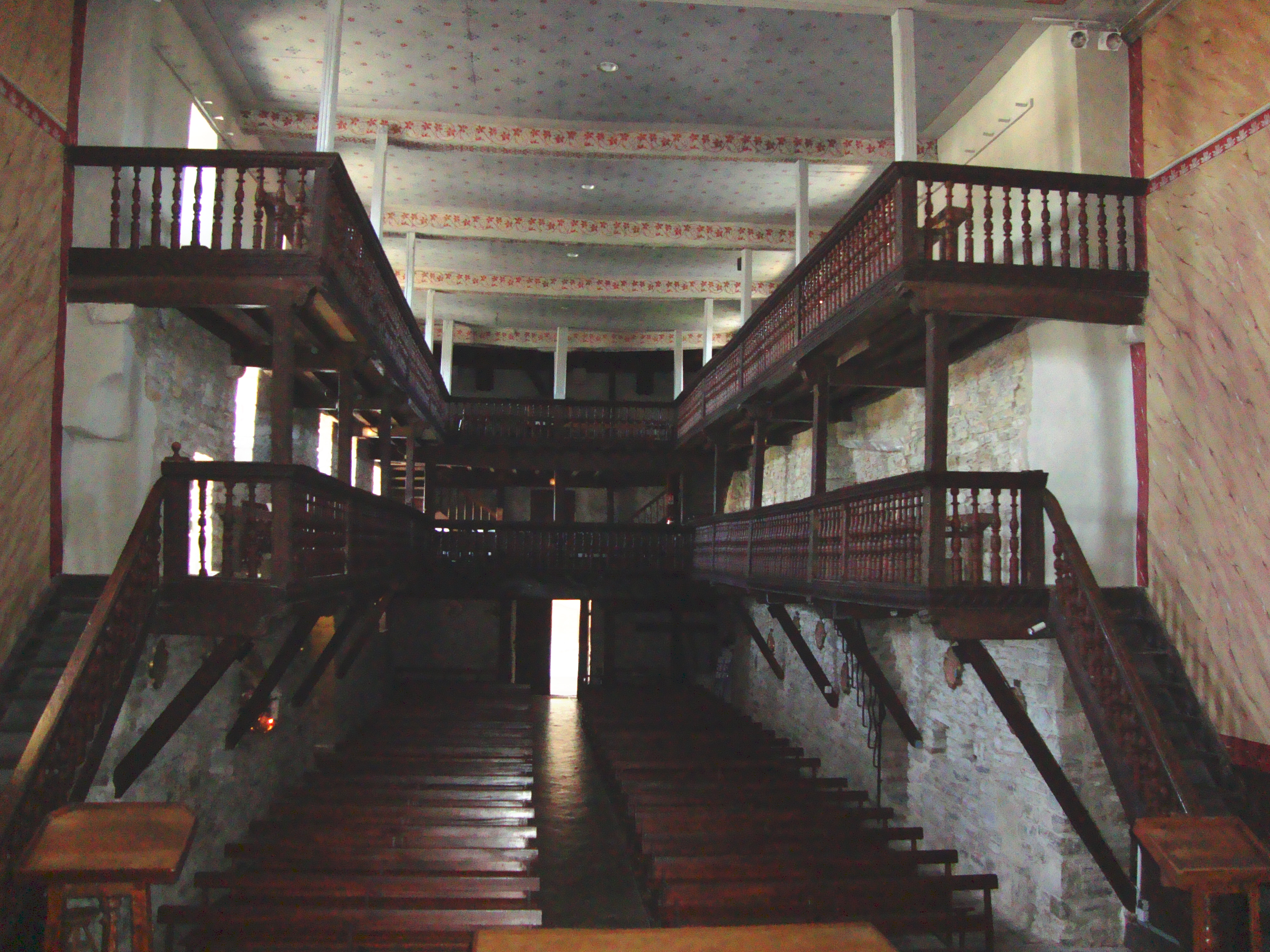
Les deux galeries en bois.

L'église Saint-Laurent, édifice rectangulaire de taille moyenne, possède un clocher pignon à arcades caractéristiques des monuments religieux labourdins. Elle fait l’objet d’une inscription par le ministère de la Culture depuis 1991. Son origine remonte au XIIe siècle. Elle se situe au centre du village, à gauche de la route venant de Biarritz, sur un petit plateau. Elle est entourée d’un cimetière, comme c’est souvent le cas au Pays basque. De vieilles stèles basques y sont visibles, ainsi que sur la façade sud de l’église. Les plus anciennes datent de la fin du XVIe siècle (1590 et 1594).
L’église est dédiée à saint Laurent, né à Huesca, trésorier du pape Sixte II, et martyrisé en 258 à Rome.
Faute de documents précis sur la date de construction de l’édifice, il faut se contenter des quelques étapes de la vie de la paroisse au XIIe siècle décrites dans le Livre d’or de Bayonne pour se livrer à une hypothétique reconstitution. Ainsi en 1188, l’archevêque d’Auch, Gérault de Labarthe ou Geraldus, donne à l’évêque de Bayonne la cure de Narbona. Quelques années plus tard, en 1194, la bulle du pape Célestin III inclut dans le diocèse de Bayonne, l'eclesium de Narbona. Une église existait donc bien au XIIe siècle, et il semble qu’une partie soit conservée dans l’église actuelle, « entre le pignon ouest et l’épaulement doté d’une lyre côté est (…) ». À partir du XVe siècle, du fait de l’augmentation de la population, et donc du nombre de fidèles, l’église fut surélevée et une galerie ajoutée. L’édifice est de nouveau agrandi au cours des XVIe et XVIIe siècles pour les mêmes raisons (en 1650, la paroisse regroupait 150 foyers). La nef s’allonge alors vers l’est, puis s’élargit de 60 cm de part et d’autre. Une surélévation supplémentaire est introduite qui permet de loger la deuxième galerie que nous connaissons aujourd’hui. Le clocher lui-même gagne de la hauteur et s’épaissit.
Les galeries de bois surplombent encore aujourd’hui la nef. Sur deux étages, elles parcourent les murs nord, ouest et sud et sont accessibles par un escalier situé aux deux extrémités de la nef, pour atteindre le premier étage, et au fond de la nef pour accéder au second. Les parties principales de la balustrade sont richement décorées par des sculptures. Des patères ont été fixées sur les murs des galeries au XVIIe siècle pour accrocher les bérets. Le plafond de la nef est peint d’étoiles bleues et rouges, sur un fond bleu lasuré. L’église recèle une Pietà du XVIe siècle, en bois plâtré polychrome,. Cette statue est inscrite à l’inventaire supplémentaire des monuments historiques.
Le clocher, plusieurs fois la cible de la foudre, fut restauré en 1953 et la plus grosse des deux cloches fut également endommagée en 1982 par l’orage. Les deux cloches ont été enlevées le 29 juin 1983, à l’aide d’un hélicoptère, l’une pesant 1 tonne et l’autre 500 kg. Deux nouvelles cloches les ont remplacées le 28 octobre de la même année et furent baptisées le 6 novembre suivant. Un abat-son en bois, à l’identique de ce qui devait exister au XIIe siècle, vient s’appuyer de part et d'autre du clocher.
L’église d’Arbonne est citée dans le titre de l’introduction à la monographie écrite par Louis-Lucien Bonaparte sur les dialectes basques, Observations sur le formulaire de prône conservé naguère dans l'église d'Arbonne.
D'après la Carte des Sept Provinces Basques du prince Louis-Lucien Bonaparte, le dialecte basque parlé à Arbonne est le haut-navarrais septentrional.

#### L’art funéraire

Les stèles discoïdales d’Arbonne (sélection).
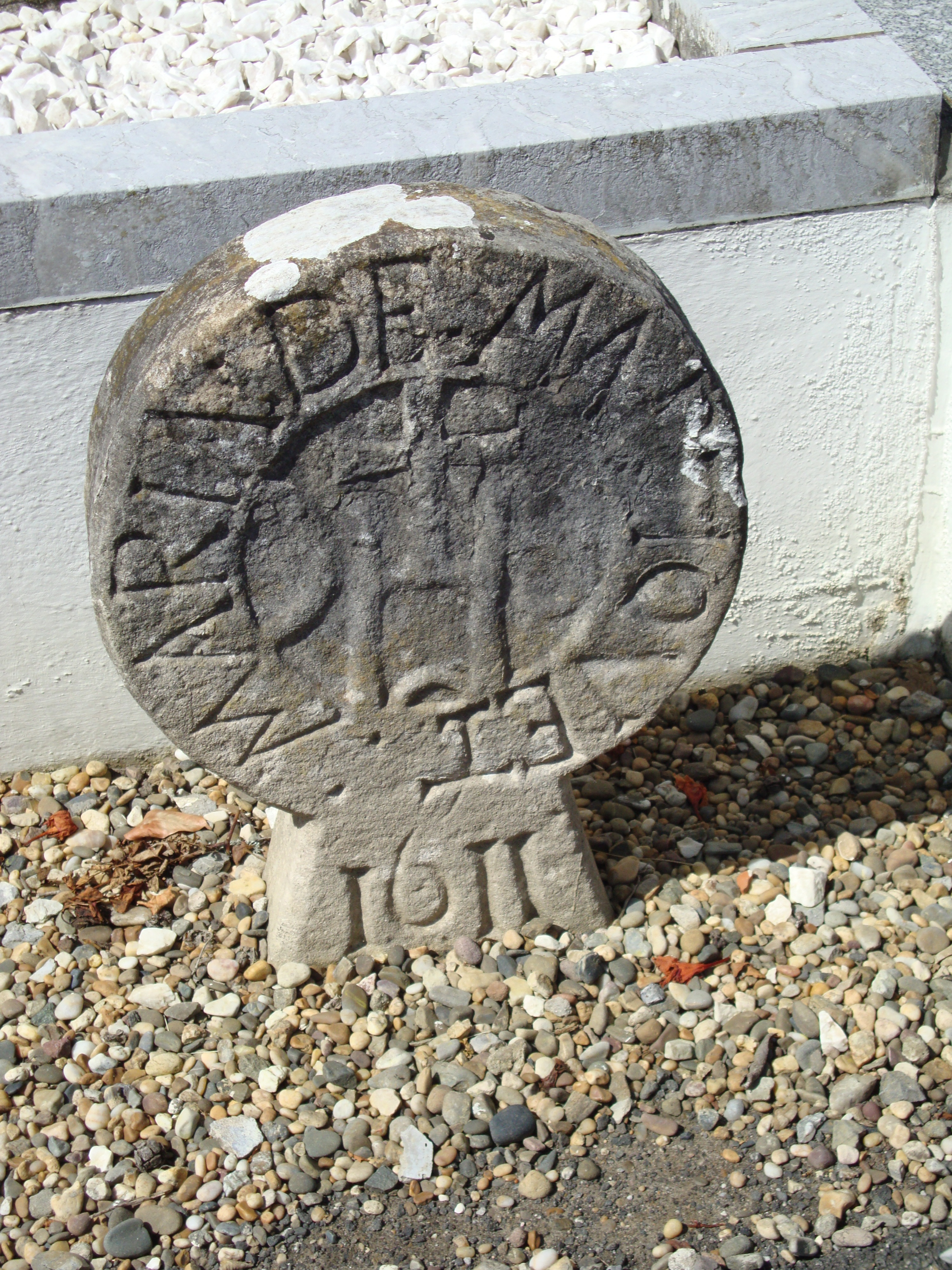
Stèle de 1611[Note 17].
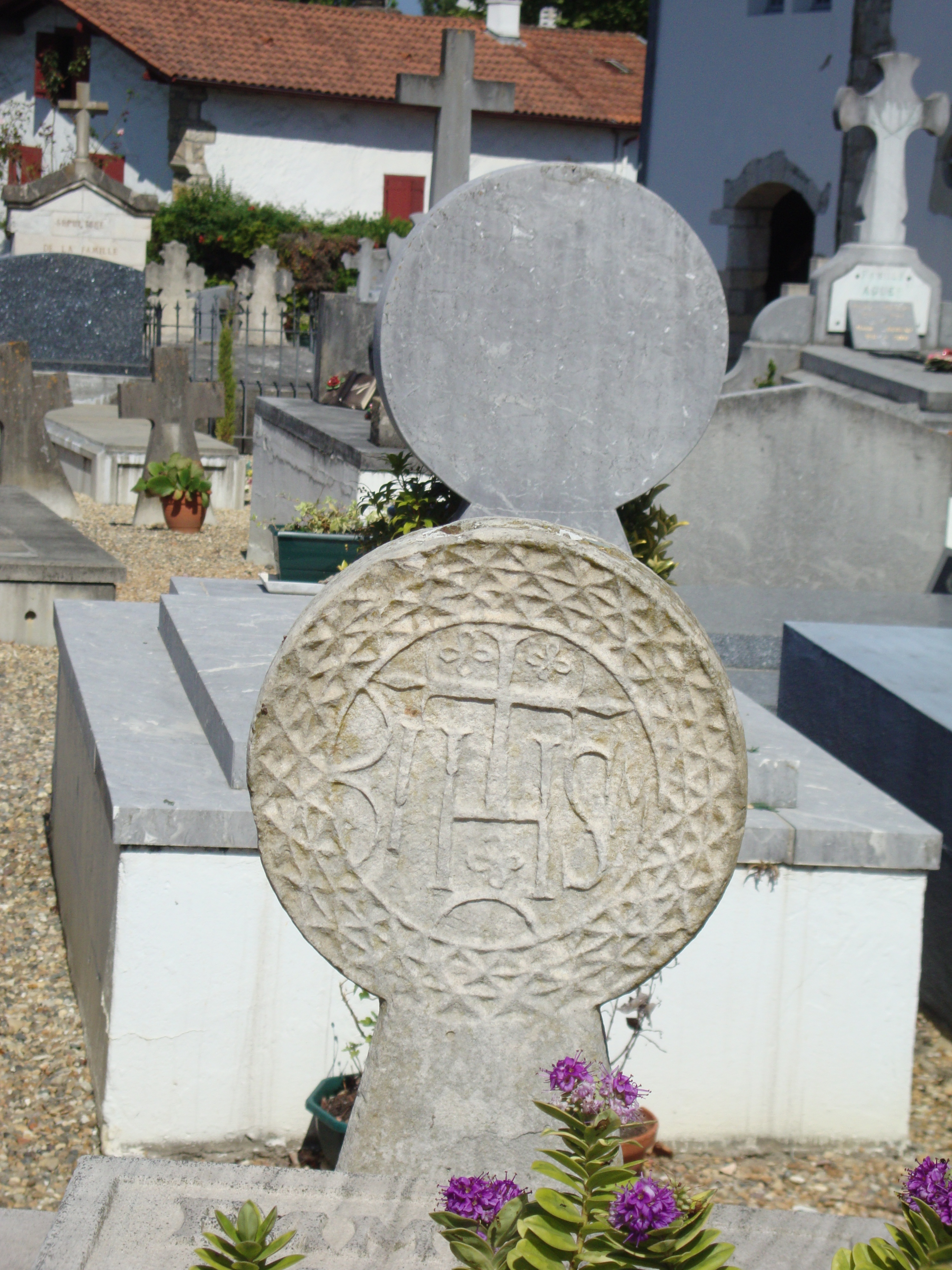
Stèle de l’école d’Arbonne[Note 18].
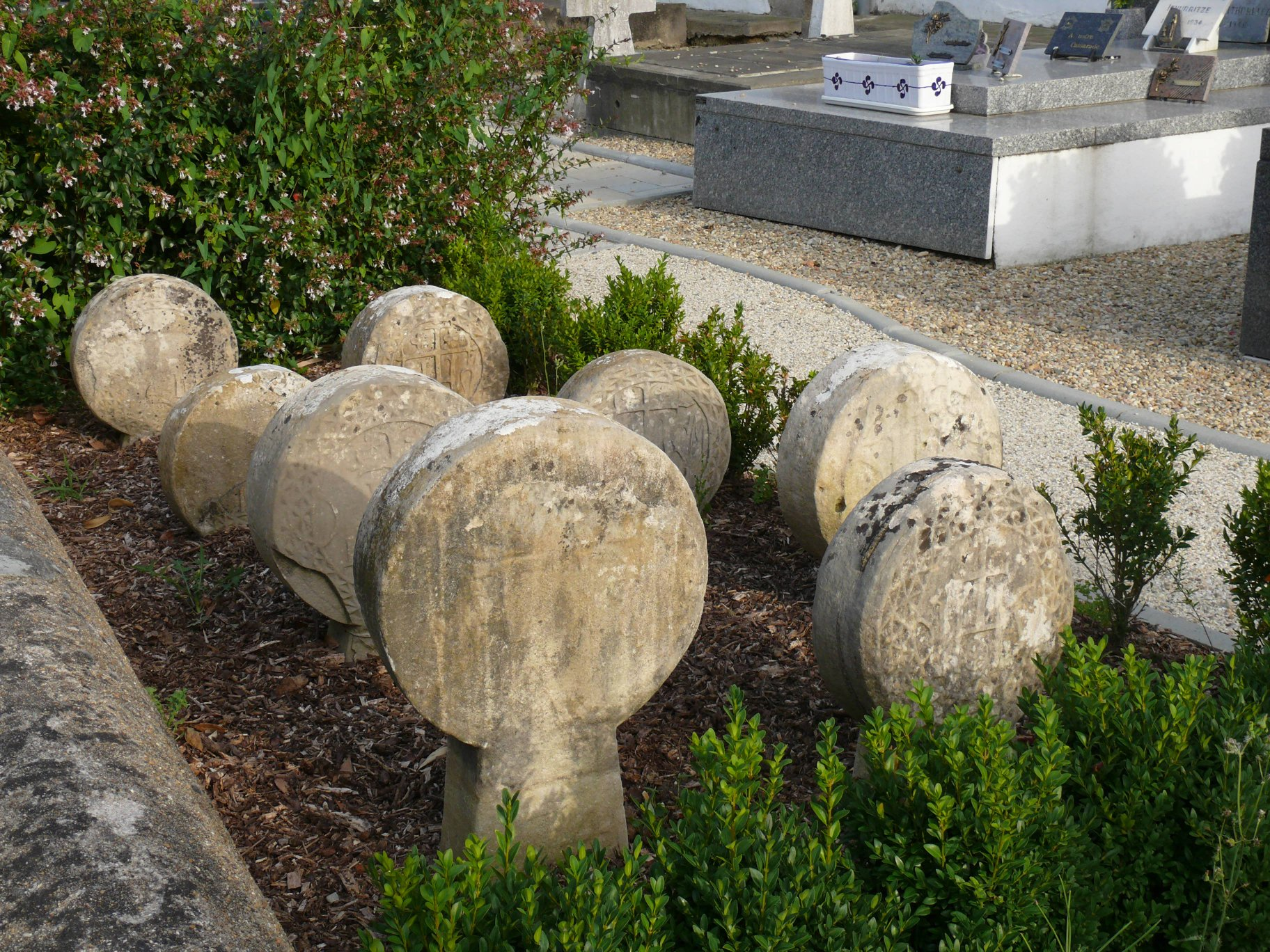
Ensemble de stèles..
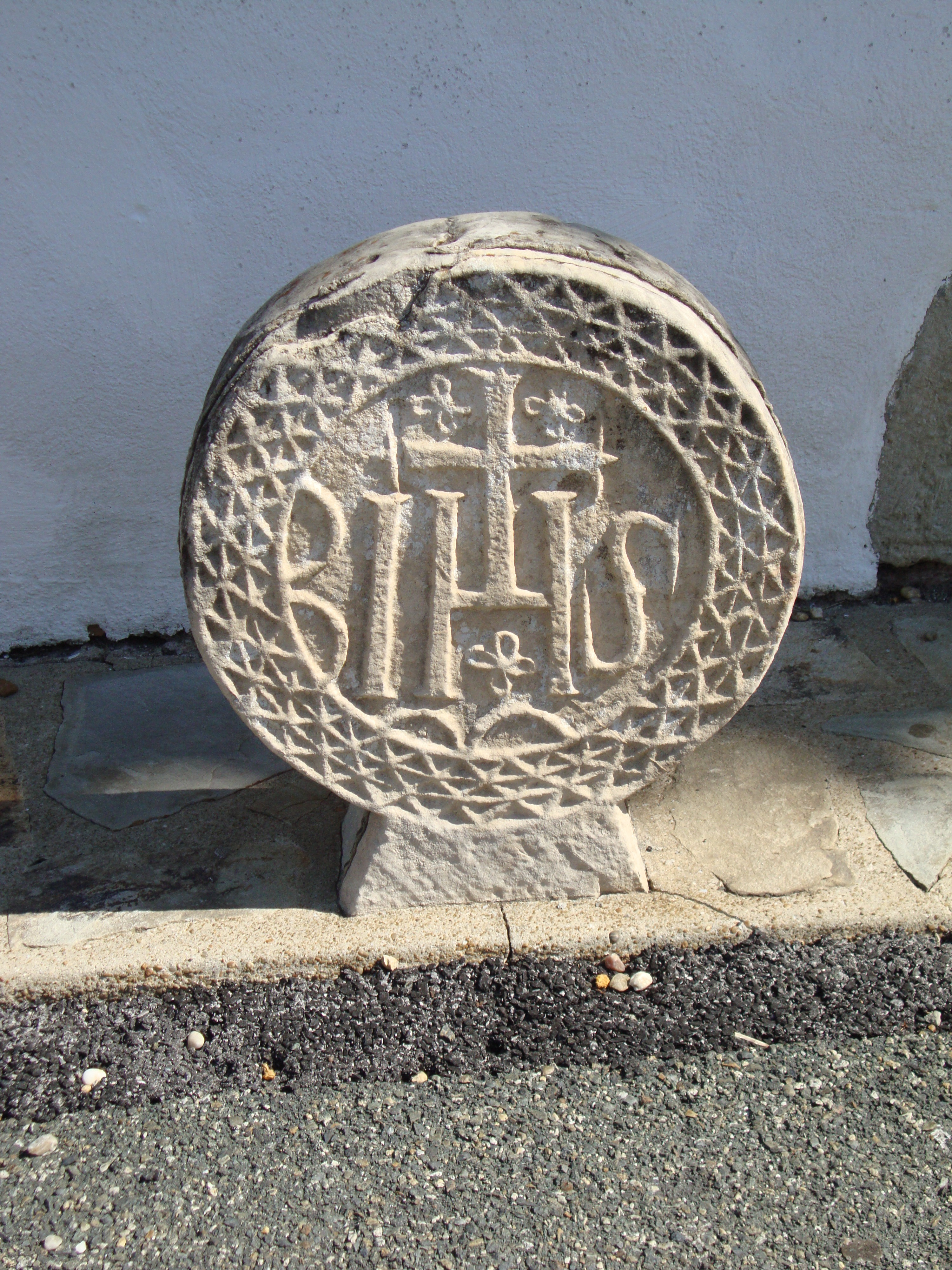
École d’Arbonne[Note 19].
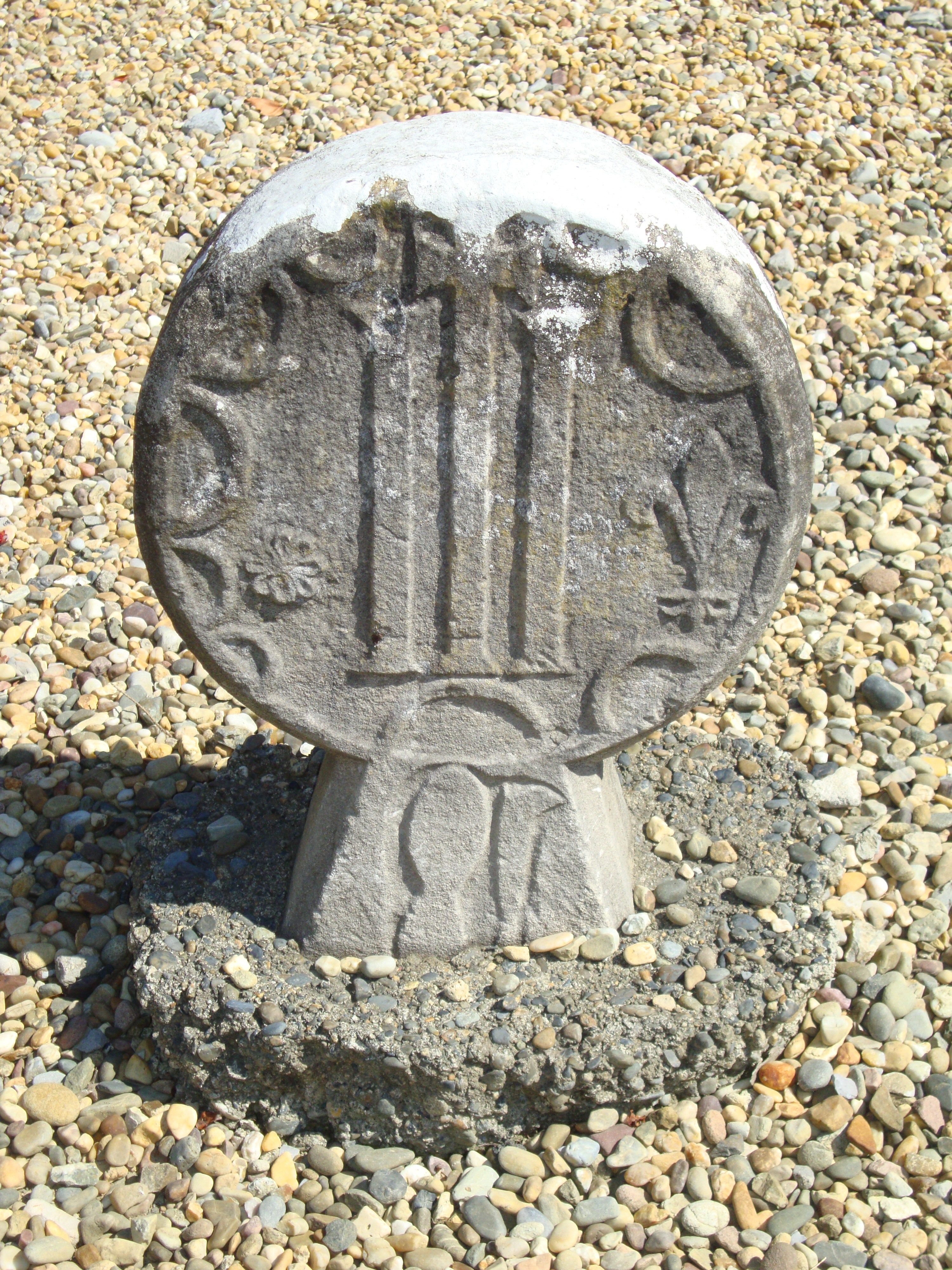
Stèle de sandalier[Note 20].

Du fait de sa variété et de sa qualité, la collection de stèles discoïdales (harri gizonak) en particulier, et de pierres tombales en général, du cimetière d’Arbonne est l’une des plus riches du Pays basque dans son ensemble, en dépit du pillage dont elle a été l’objet, à l’instar des autres cimetières basques. Ces stèles sont inscrites à l’inventaire supplémentaire des monuments historiques.
Un groupe homogène de 21 stèles est représentatif de « l’école d’Arbonne », de style typiquement labourdin, et plus particulièrement « Bas-Adour », et perpétuée par des générations de tailleurs de pierre du village — les plus anciennes pierres tombales du cimetière sont datées de 1590 et 1594 —, qui se caractérise par une division de l’espace générée par un axe vertical.
En outre, la bordure de la partie circulaire est constituée de trois séries concentriques de triangles à taille à facette et l’essentiel du disque central comporte les monogrammes IHS et M, abréviations et translittérations de Jésus et Marie. La lettre « H » du monogramme IHS est surmontée d’une croix, dont les extrémités s’achèvent en fleur de lys, et dont le sommet touche la bordure. Trois rosaces, associées à la croix, affirment enfin le principe trinitaire. Étant donné la constance des dimensions des stèles du groupe de « l’école d’Arbonne », que ce soit le diamètre — entre 36 et 39 cm — le rapport entre celui-ci et la largeur du col de la stèle — de l’ordre de 2,1 — ou l’épaisseur moyenne du disque — 13,5 cm, on constate également l’affirmation d'une forme stéréotypée qui vient s’ajouter à l’homogénéité de l’imagerie.
Les stèles tabulaires apparaissent brusquement au XVIIe siècle, sans que l’on en connaisse la provenance. Leur succès sera tel que les marins basques en route vers Terre-Neuve en emportent des exemplaires pour les tombes de leurs morts. Ce nouveau support d’art funéraire disparaît au XVIIIe siècle, sans jamais avoir supplanté la stèle discoïdale. L’exemplaire présent dans le cimetière d’Arbonne est de petite taille — 36 cm de hauteur — et son imagerie, et donc son message, sont relativement pauvres.
En revanche l’influence des croix (kurutzeak en basque), qui apparaissent au Pays basque au cours du XVIIe siècle, sera beaucoup plus puissante et celle des stèles tabulaires connaîtra un déclin graduel, jusqu’à une dégénérescence quasi complète de cette expression d’art funéraire au XIXe siècle. Deux types de croix, d’époque et de style différents, coexistent dans le cimetière d’Arbonne. On découvre d’une part deux croix du XVIIe siècle dont l’une au moins est typiquement de style bas-navarrais. L’autre groupe provient du début du XVIIIe siècle, et est caractéristique du style labourdin, de forme trapue, épaisse, avec la présence d’excroissances hémisphériques en bout des trois bras, et une moulure circulaire qui vient se juxtaposer à la forme de croix, soulignant l’intersection des bras.

### Patrimoine naturel

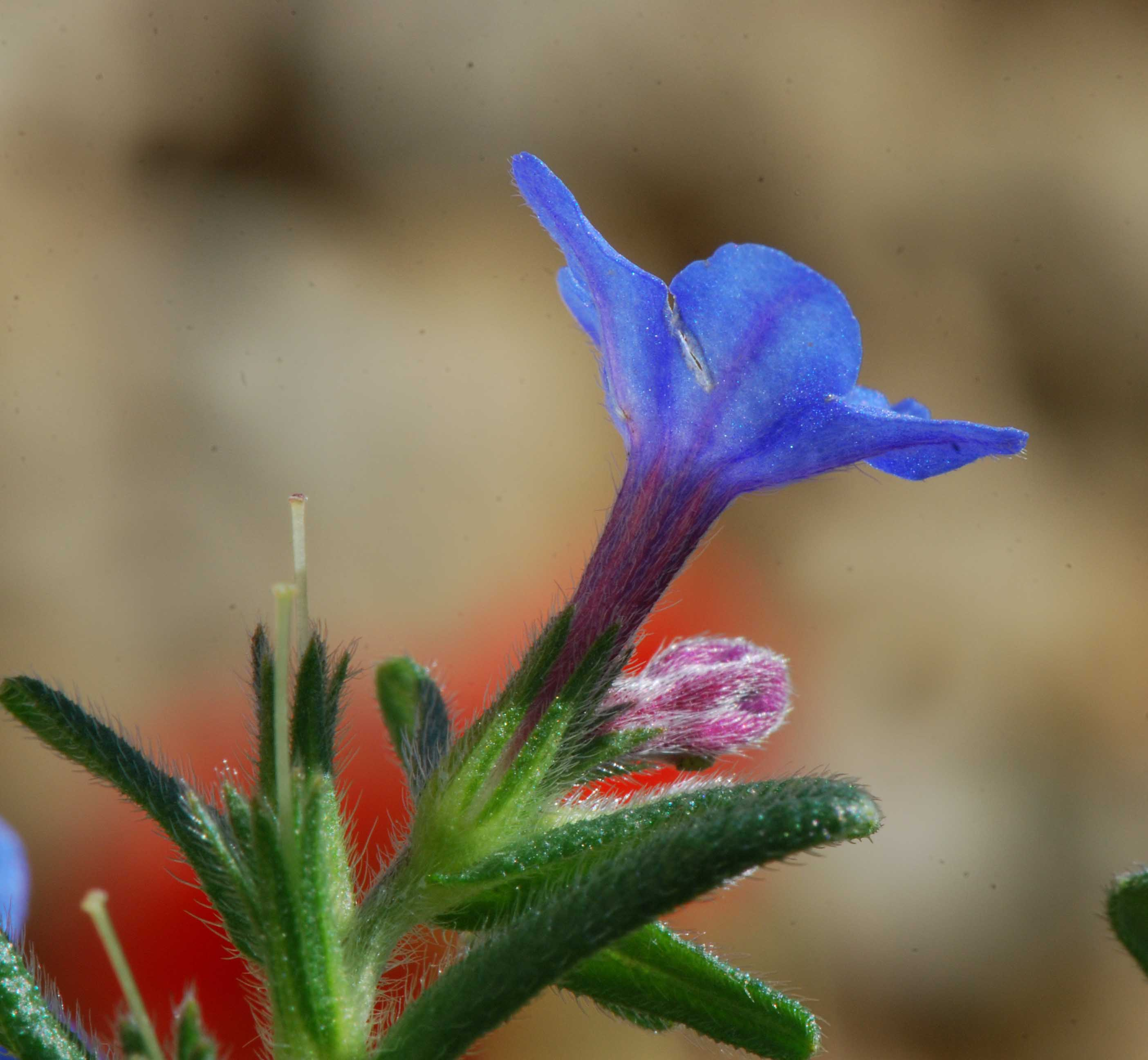
Le Grémil à rameaux étalés (Lithodora prostata).

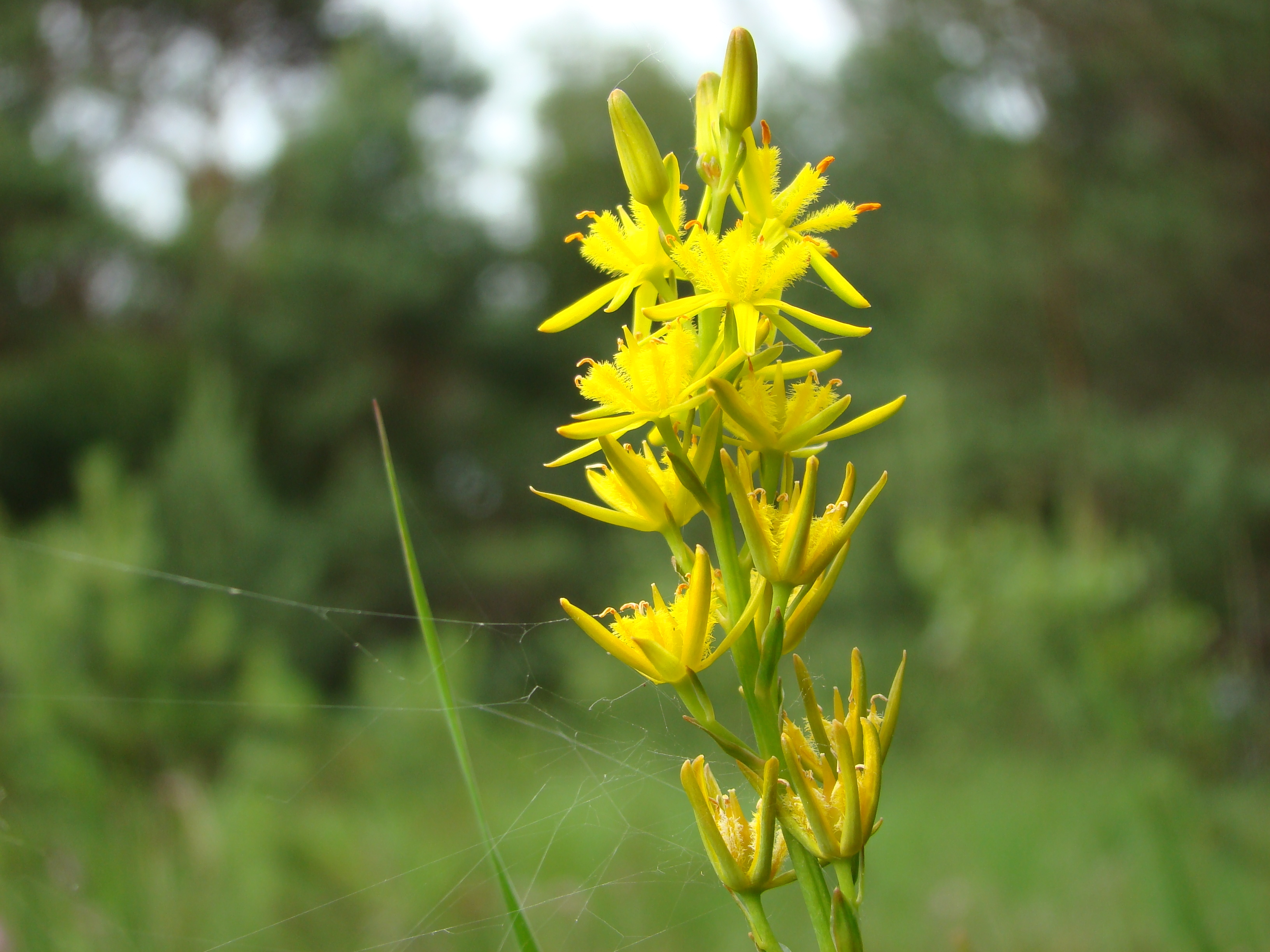
La Narthécie des marais (Narthecium ossifragum).

La morphologie paysagère de la localité se décline en quatre biotopes. Des formations boisées sont réparties dans les zones collinaires, se caractérisant par des chênaies atlantiques, en alternance avec des landes, des formations boisées s'étendent dans les fonds des vallons, et enfin des pâturages et des prairies de fauche se partagent le reste du territoire.
Le document synthétisant le plan local d'urbanisme indique que deux plantes protégées poussent sur le territoire communal, le Grémil à rameaux étalés (Lithodora prostata) et la Narthécie des marais (Narthecium ossifragum). Le premier est un arbrisseau de près de 50 cm qui croît dans les landes et parmi les bruyères des terrains siliceux. Il est protégé sur l'ensemble du territoire français. La seconde, de 10 à 20 cm de haut, pousse dans les marais et landes tourbeuses.

### Équipements culturels
L’ancienne benoîterie est aujourd’hui, et depuis sa restauration dans les années 1990 à l’initiative de l’association Andereseroraenia, un lieu d’exposition pour des artistes invités par l’association. Le rez-de-chaussée leur est ouvert, alors que l’étage recueille archives et photos.
Situé également sur la place Harismendy, l’ancien presbytère est depuis septembre 2012 la nouvelle adresse de la bibliothèque municipale Ibiliburu (« voyage des livres »). Celle-ci est gérée par l’association des Amis de la bibliothèque, et, outre des ouvrages détenus en propre, reçoit un important support de la bibliothèque départementale sous forme de prêts de livres. Elle fait également partie d’un réseau de lecture publique opérationnel, coordonné par la bibliothèque de Saint-Jean-de-Luz, auquel adhèrent également les centres d’Ascain, Ciboure, Guéthary, Saint-Pée-sur-Nivelle et Sare.
Le Bil-Toki est un bâtiment qui, à l’origine destiné à des manifestations sportives (pelote basque), peut depuis 2012 accueillir jusqu’à 200 spectateurs dans de bonnes conditions visuelles et acoustiques pour des spectacles variés, tels des représentations de danses.

### Personnalités liées à la commune
Jean Borotra (dit le Basque bondissant), né en 1898 à Biarritz et décédé en 1994 à Arbonne, est un joueur de tennis (l'un des Quatre Mousquetaires) et un homme politique français. Il est l’oncle de Didier Borotra, maire d’Arbonne de 1971 à 1977, puis maire de Biarritz de 1989 à 2014, alors également vice-président de l'agglomération Côte Basque-Adour et président du syndicat mixte pour l'aménagement et l'exploitation de l'aéroport de Biarritz-Bayonne-Anglet.
Bernard Béreau, né en 1940 à Arbonne et décédé en 2005, est un footballeur français qui a évolué au sein du Paris Saint-Germain de 1964 à 1975.
Marie-Michèle Beaufils, née en 1949 à Arbonne, est une écrivaine contemporaine, qui a été également infirmière au centre hospitalier de la Côte Basque.

### Héraldique
Les armoiries d’Arbonne furent adoptées par le conseil municipal le 20 mai 1988.
| Blason | Blasonnement : D'or au chêne tauzin de sinople, et un ours au naturel contre le fût de l'arbre, accompagné à dextre de deux clous de sable. |

Les armes retenues par le conseil municipal sont celles de la famille d’Amezqueta, qui obtint la seigneurie d’Arbonne en 1408.

## Pour approfondir